# Alimentation animale

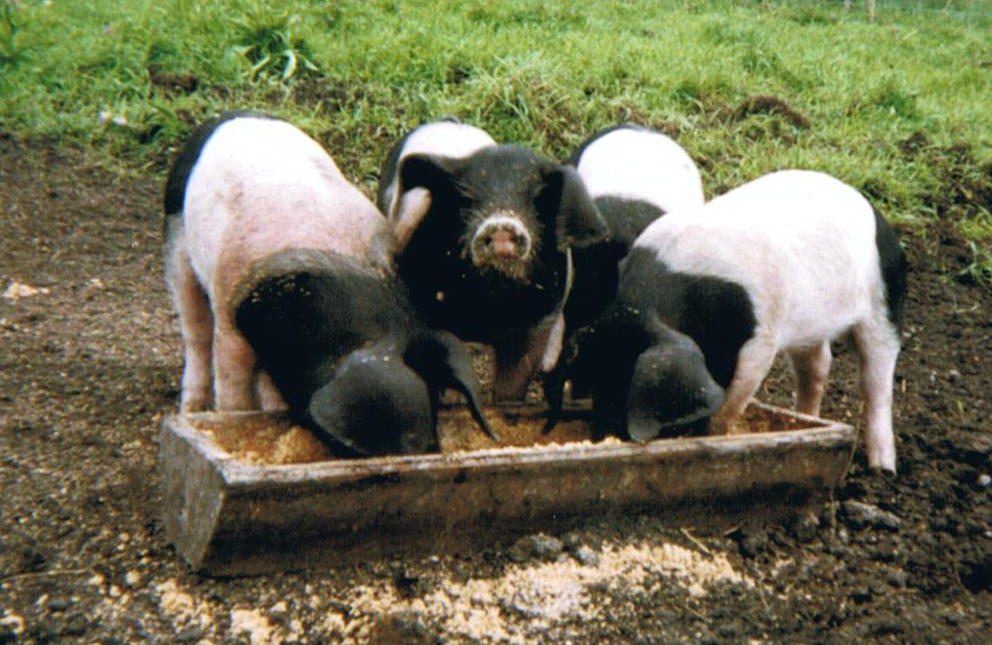
Cochons s'alimentant dans une mangeoire.

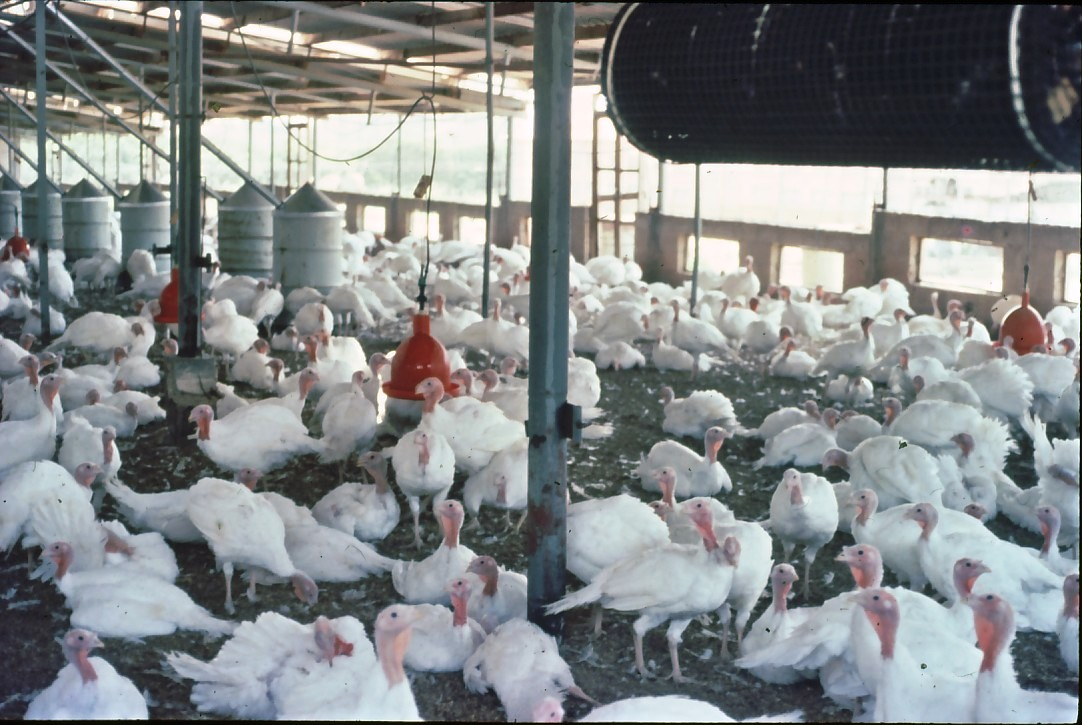
Élevage de dindes avec mangeoires et abreuvoirs suspendus. Israël, 1971.

Pour les articles homonymes, voir Alimentation (homonymie).
 (mai 2024).
Si vous disposez d'ouvrages ou d'articles de référence ou si vous connaissez des sites web de qualité traitant du thème abordé ici, merci de compléter l'article en donnant les références utiles à sa vérifiabilité et en les liant à la section « Notes et références ».
L'alimentation animale est une branche de la zootechnie qui décrit les besoins alimentaires des animaux en général (animaux d'élevage, animaux de compagnie, animaux de parc en semi-liberté…) et les moyens et méthodes permettant de les satisfaire. Ces méthodes doivent aussi être compatibles avec le maintien en bonne santé des animaux, assurer la qualité finale des produits d'élevage, satisfaire aux différentes exigences d'un marché segmenté (premier prix, diététique, bio, gastronomique …) et rester économiques pour l'éleveur. L'alimentation constitue en effet le principal poste de charges d'un élevage.
Traditionnellement les animaux étaient classés en fonction de leur comportement alimentaire : herbivores, carnivores, omnivores, insectivores … Ces qualificatifs n'indiquent généralement qu'une tendance et sont donc peu pertinents. Cependant les zootechniciens établissent une première distinction entre alimentation des herbivores (ruminants, chevaux…) et alimentation des animaux monogastriques. Carnivora et Insectivora désignent encore aujourd'hui des ordres de mammifères. Les méthodes actuelles d'alimentation suivent des règles fondées sur la physiologie, établies scientifiquement et permettant un contrôle précis.
L'alimentation des ruminants est l'objet de pratiques variées allant du pastoralisme extensif à des systèmes ultra-intensifs tels que les feed-lots ou l'élevage des volailles en batteries. Au moins dans les pays à agriculture développée, l'essentiel de la production de porcs, de volailles et d'œufs est réalisée à partir d'aliments composés généralement d'origine industrielle.
Ces méthodes d'alimentation permettent d'obtenir des protéines de qualité en grandes quantités et ont contribué à la diminution importante des risques de malnutrition au niveau mondial. Elles ne sont pas cependant exemptes de critiques, d'une part dans la partie aisée des populations des pays riches en raison de certaines caractéristiques de ces aliments (opposition avec l'alimentation bio, bien-être animal), d'autre part dans les pays à agriculture en développement où le passage à l'élevage industriel contribue à évincer les populations de paysans traditionnels. Dans les pays développés, ces préoccupations commencent à être intégrées dans la législation concernant l'élevage.
L'élevage extensif permet la mise en valeur de territoires inexploitables autrement mais là encore l'alimentation naturelle peut être complétée ponctuellement par des apports d'aliments composés.
L'industrie des aliments pour animaux a un poids considérable. Par ses sources d'approvisionnement elle peut entrer en concurrence avec l'alimentation humaine ou participer à des modifications écologiques de grande ampleur.

## De l'alimentation des animaux à l'état sauvage à l'alimentation raisonnée en élevage
À l'état sauvage, la taille d'une population d'herbivores dépend à la fois de la disponibilité de végétaux exploitables et de la pression exercée par les prédateurs.
Quand la nourriture d'un carnivore est une proie, dans la nature, s'installe un « équilibre dynamique » entre une population de proies et celle de leurs prédateurs. Cet « équilibre prédateur-proie » est expliquée par un modèle simple de rétroactions (positives et négatives) formant un système durable de « rétrocontrôle » d'une population par l'autre ; les différentes populations, de proie d'une part, et de prédateurs d'autre part) se contrôlent l'une l'autre, autour d'un niveau d'équilibre.
Ce niveau d'équilibre dépend in fine de la quantité et disponibilité en ressource alimentaire (et en habitats) offertes par le territoire aux proies.

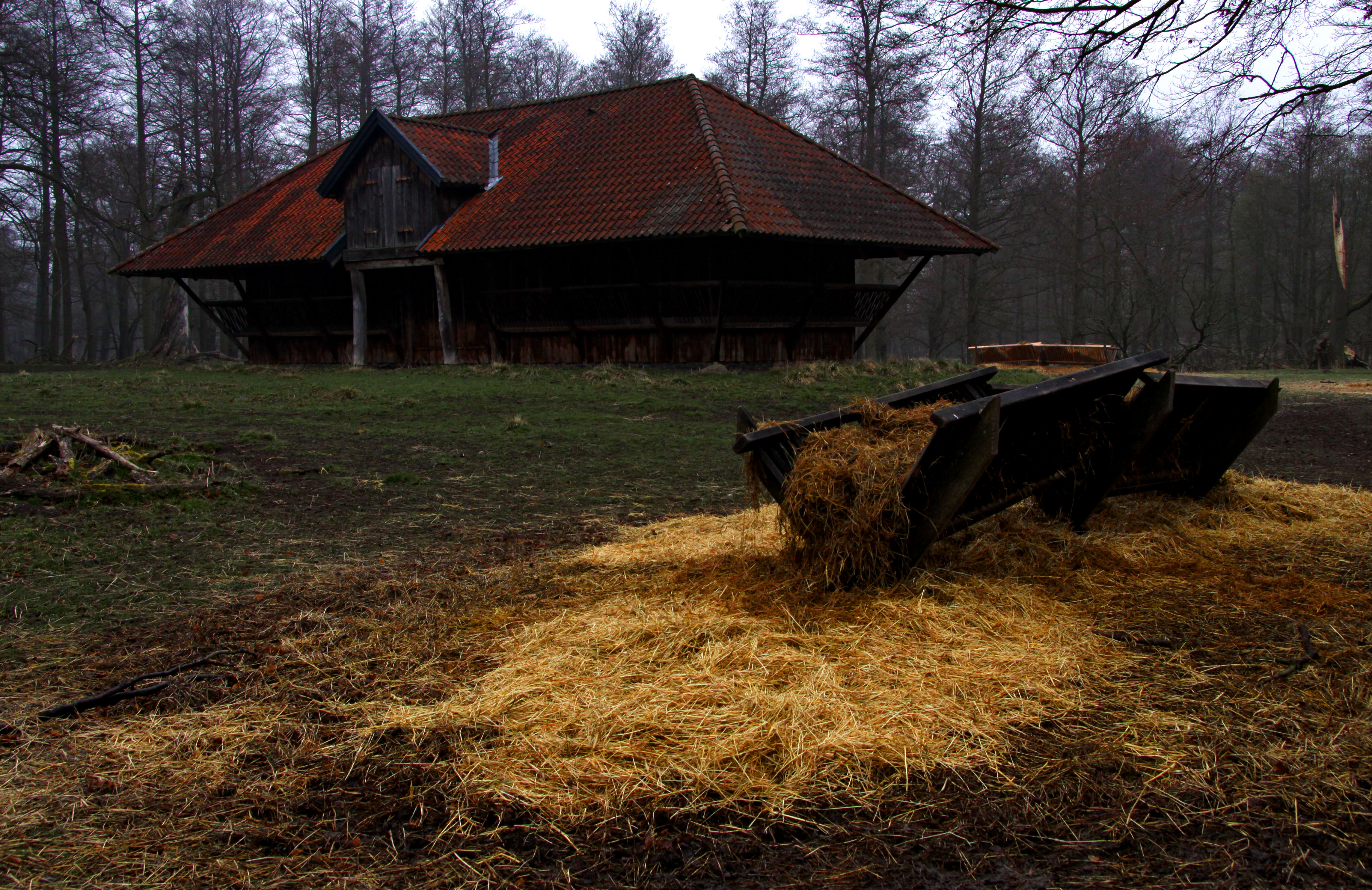
Clairière d'affouragement et d'agrainage dans une forêt danoise.

Il en résulte que dans la nature un animal ne reçoit pas nécessairement une alimentation optimale et il peut même en mourir. Cependant la nourriture des animaux sauvages peut aussi être organisée (agrainage, affouragement), y compris avec des aliments composés, dans un but de maintien d'une population ou de chasse.
Au contraire les éleveurs d'animaux domestiques, professionnels ou particuliers sont tenus aujourd'hui de fournir à leurs animaux une alimentation adaptée à leurs besoins. En élevage l'animal ajuste son niveau d'ingestion principalement pour couvrir ses besoins en énergie. La composition des aliments fournis doit permettre de satisfaire tous les besoins nutritionnels de l'animal sur la base de ce niveau d'ingestion. Exemple : outil de rationnement de la FAO pour les vaches laitières.

### Historique et perspectives

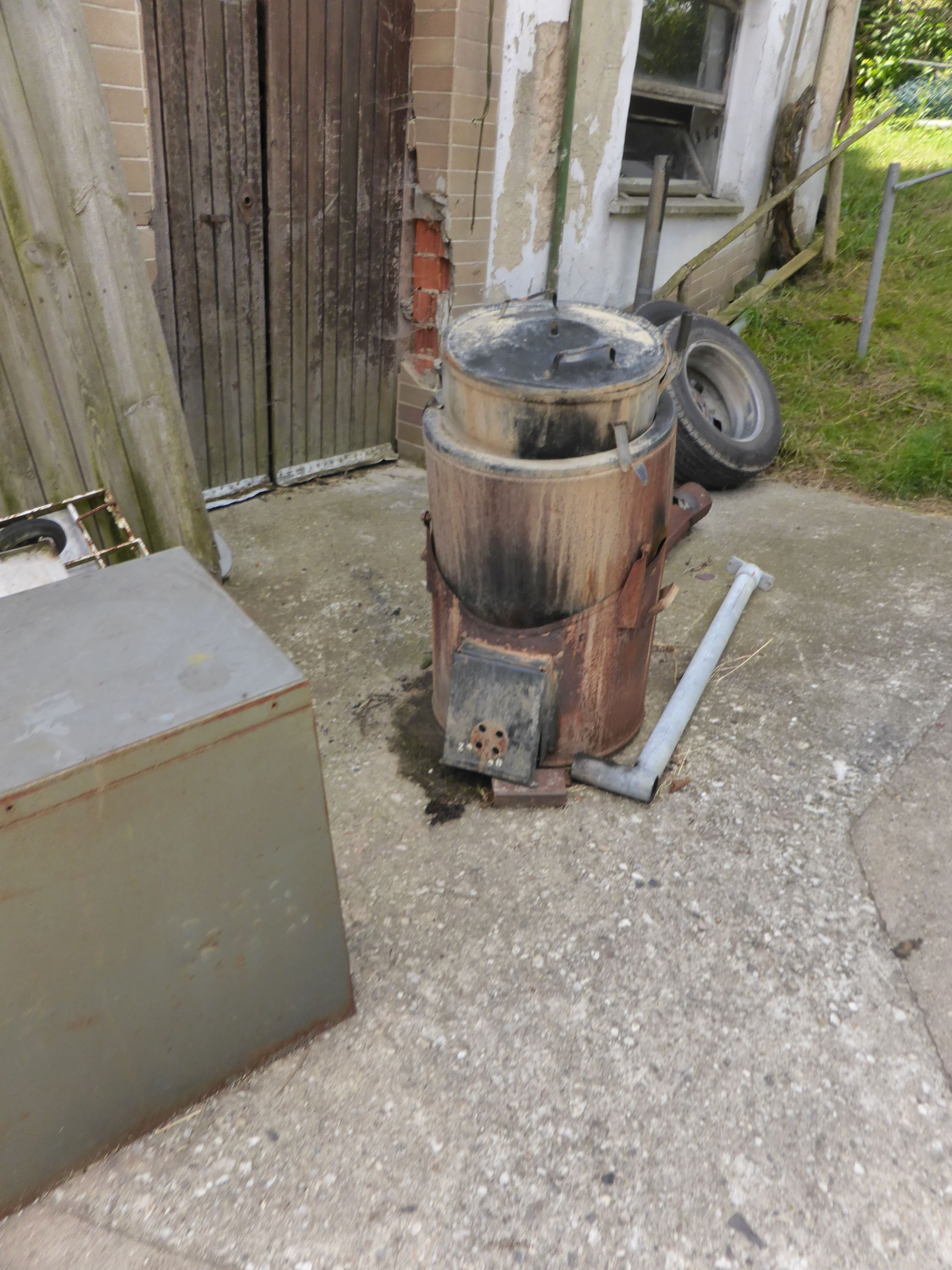
Chaudière avec son accessoire étuveuse à pommes de terre en place dans la cuve, Allemagne.

L'histoire de l'alimentation des animaux se confond avec leur domestication qui commence, il y a  entre 15 et 20 000 ans, pour le chien. On a commencé à domestiquer les animaux productifs Il y a environ 10 000 ans au Proche-Orient, la chèvre, le mouton et la vache, précisément. Il est impossible de domestiquer une espèce sans assurer son alimentation. Inversement, alimenter des animaux c'est commencer à les domestiquer comme cela  se passe encore actuellement pour des espèces d'élevage nouvelles comme le saumon. L'alimentation des animaux est un sujet fondamental pour des précurseurs comme l'agronome anglais Robert Bakewell à partir de 1760. Les nouvelles rotations quadriennales sans jachère (modèle flamand, rotation de Norfolk) permises par la révolution agricole vont introduire l'usage significatif de légumineuses et de raves dans l'alimentation animale, les rations deviennent plus riches en protéines et abondantes en toutes saisons grâce au stockage. Cette amélioration devient effective dans la plupart des pays à agriculture avancée vers 1850. Des machines simples (hâche-paille, coupe-orties, étuveuse, petits moulins) permettaient de tirer parti des opportunités présentes sur ou autour des exploitations : faluns (balles de battage), sons, écarts de triage de légumes, petites pommes de terre, orties, ajoncs, citrouilles, topinambours et raves fourragères, babeurre et lactosérum, déchets de brasserie et de cuisine … La chaudière, une marmite à foyer intégé d'une capacité moyenne de 40 l, permettait de cuire la soupe aux gorets. Ces pratiques permettaient d'entretenir une basse-cour variée à peu de frais et facilitaient l'alimentation des petits ruminants. Leur efficacité a été parfois sous-estimée : ainsi en 1915 dans l'Empire allemand, les autorités, sur le conseil de scientifiques, décidèrent l'abattage obligatoire de millions de porcs (Schweinemord (de)) pour réserver principalement les céréales de qualité à l'alimentation des soldats. Il en résultat une baisse importante de la production de fumier et par ricochet la baisse des rendements céréaliers. Lorsque les cochons eurent été mangés, les populations civiles durent se rabattre sur les rutabagas et topinambours auparavant destinés à ces porcs. Le mécontentement à l'égard des autorités impériales s'installa durablement (steckrübenwinter, l'hiver des rutabagas).
Ces pratiques diminuent au fur et à mesure de la spécialisation des élevages et de leur agrandissement pour disparaître dans les années 1970, en même temps que l'alimentation des animaux se rationnalise.
Valérie Chansigaud, historienne des sciences, en conclut que la domestication, ce système de domination de l'homme sur les animaux, a abouti aux modes d'alimentation et d'élevage industriels actuels qui globalement permettent de nourrir économiquement une population humaine encore en expansion mais a aussi entraîné un appauvrissement de la biodiversité et favorisé des dérives telles que la malbouffe, l'augmentation ponctuelle de la diffusion de certains pathogènes ou de la production de gaz à effet de serre.
Pour l'avenir de nombreux scénarios envisagent une diminution de la consommation de produits animaux et donc de l'élevage dans les pays développés mais au contraire. une augmentation dans les pays les plus pauvres. « Progressivement, la combinaison de l’agroécologie, de la réduction des pertes et gaspillages et de l’adoption de régimes alimentaires plus équilibrés, associant plus de produits d’origine végétale et moins de produits carnés (au moins dans les pays développés), s’est imposée comme une piste pour résoudre l’équation alimentaire » d'une planète à dix milliards d'habitants vers 2050.

## Principales contraintes

### Équilibre alimentaire
Quel que soit l'animal, sa ration journalière doit mettre à l'équilibre besoins et apports nutritionnels. On distingue besoins d'entretien, besoins liés au travail (par exemple pour les animaux de trait), besoins de croissance et besoins de production : viande (engraissement, finition), lait, laine, œuf, gestation. De plus, surtout pour les herbivores, la ration doit apporter une quantité importante de matière sous forme de fibres afin d'assurer une bonne digestion.
Dans la nature, et dans une moindre mesure en élevage extensif, l'animal ajuste lui-même sa ration à ses besoins. En élevage intensif l'alimentation est l'objet d'analyses et de calculs précis. Il faut respecter l'apport énergétique journalier (calculé en énergie digestible), mais aussi en azote total et, suivant les espèces, en acides aminés indispensables et en minéraux. Les besoins nutritionnels sont calculés en fonction de l'animal, de sa race, de son âge, de sa production.
Ces calculs sont effectués à l'aide de tables de valeurs et d'algorithmes (en France, fournis par l'Institut national de la recherche agronomique et les instituts d'élevage), ces systèmes de calculs sont aujourd'hui informatisés pour l'utilisation en élevage. Les tableurs sont particulièrement adaptés à ces types de calcul. Il faut définir les besoins de l'animal et calculer une ration équilibrée en fonction des apports en nutriments des aliments disponibles en tenant compte des coûts d'approvisionnement.

### Hygiéne

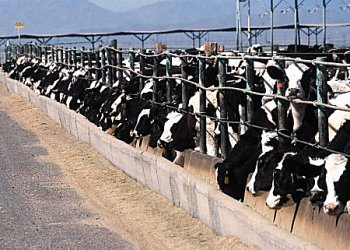
Alimentation de bovins dans un élevage intensif du Kansas

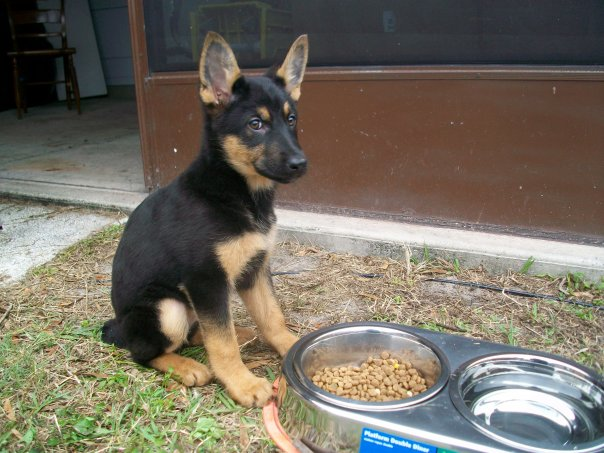
Type le plus fréquent d'alimentation d'un chiot : croquettes industrielles et eau propre. Allemagne, 2010

L'alimentation animale mal raisonnée peut être dangereuse pour la santé. Les aliments apportés à l'animal doivent être sains pour préserver la santé de l'animal. L'éleveur devra toujours éliminer de l'alimentation de ses animaux les aliments avariés, mal conservés (par exemple les foins qui ont « chauffé »), ou contenant des moisissures, de la terre…. Dans l'industrie les aliments composés sont chauffés de façon à détruire les pathogènes.

### Contraintes économiques
Les coûts des aliments sont très variables en fonction de la situation géographique de l'exploitation, de la météorologie, de la période de l'année ; le prix des céréales est par exemple plus élevé en zone de montagne qu'en zone céréalière ; le prix du tourteau de soja est moins coûteux à proximité des ports mais son prix est très variable en fonction des perspectives de récoltes aux États-Unis ou au Brésil ; le prix des céréales est moins cher au moment de la récolte et augmente souvent assez régulièrement entre septembre et le mois de juin de l'année suivante, mais peut aussi beaucoup varier en fonction des cours mondiaux.

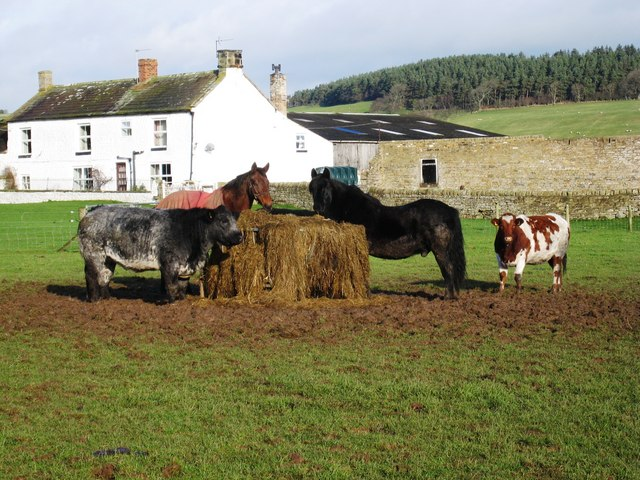
Alimentation complémentaire de plein air pour herbivores.

Dans les exploitations agricoles, l'alimentation est le poste de charges le plus élevé. Les coûts liés à la culture des surfaces fourragères et aux achats de produits d'alimentation représentent entre 50 % et 75 % du prix de revient des produits animaux. Pour réduire ce coût, on peut introduire des matières premières moins chères comme les sous-produits de l'industrie agroalimentaire ou encore effectuer la transhumance. A contrario, Il peut être économique de réduire les achats de produits extérieurs à la ferme. Par exemple, dans le cas de la production de viande bovine, il est possible de pratiquer l'embouche exclusivement à base d'herbe de prairies naturelles. Un contrôle continu de la ration d'herbe ingurgitée par l'animal pendant les 8 heures de broutage (méthode développée dans le Calvados dans les années 1950 par André Voisin) a permis de produire jusqu'à 1 000 kg de viande par an par hectare,.
Pour l'alimentation des monogastriques (porcs, volailles…) il est difficile de produire tous les aliments nécessaires sur l'exploitation (mis à part le cas particulier des très petits troupeaux). L'éleveur peut alors acheter les matières premières qui lui sont nécessaires et fabriquer lui-même ses aliments ou acheter des aliments complets ou des aliments complémentaires de ses céréales auprès des fabricants d'aliments composés. La fabrication d'aliment à la ferme est souvent intéressante sur le plan économique surtout pour les élevages porcins importants. L'éleveur peut faire appel à des techniciens spécialisés dans la formulation des aliments. Elle est très peu pratiquée dans les élevages de volailles, sauf dans certains élevages bio, pour des raisons de complexité et de coût.

### Conséquences sur la qualité du produit
L'alimentation a une répercussion sur la qualité de la viande ou des produits animaux dérivés,, ou encore sur la valeur nutritive du lait,. Dans le cas du lait et des œufs le profil en acides gras, en certains minéraux et vitamines est déterminé par l'alimentation. Par exemple, l'apport de graine de lin permet l'enrichissement de la viande en acide gras oméga 3. La teneur en lipides de la viande est en relation directe avec l'apport énergétique de la ration. Dans une moindre mesure le taux de matière protéique du lait suit cette corrélation tandis que le taux de matière grasse a plutôt une corrélation positive avec la teneur en fibres ou en amidon de la ration. La composition des œufs est assez constante, quelle que soit la ration, pour ce qui est des proportions d'albumen et de jaune, d'acides gras saturés et de minéraux. En revanche la composition en acides gras insaturés, en oligo-éléments et en vitamines varie beaucoup en fonction de l'alimentation,.
La source des matières premières utilisées a un effet sur la couleur des produits animaux (viande, jaune d’œuf, lait), ainsi l'herbe pâturée colore la graisse des bovins en jaune mais l'effet reste marginal. En production d'œufs la couleur du jaune est influencée par l'alimentation : l'herbe, les granulés de luzerne et le maïs colorent le jaune ; le dosage des xanthophylles (pigments caroténoïdes oxygénés, souvent de synthèse) comme additif dans la ration est lié à la teneur en lutéine de l'œuf et permet d'obtenir des jaunes d'œufs à la teinte souhaitée par la clientèle, c'est une des bases du marketing des œufs. Les pigments de synthèse sont interdits en production bio mais la couleur du jaune n'y est pas, sauf s'il est très pâle, un critère important de qualité. En production de viande de veau on évite les aliments trop riches en fer, qui lui donneraient une couleur rouge trop prononcée. Un taux minimum de 23 % d'hématocrites est cependant obligatoire pour éviter les dérives comme donner des produits anémiants.

## Les grands modes d'élevage
Le mode d'élevage définit en partie l'alimentation :
- animaux de compagnie : dans les pays développés les animaux de compagnie sont essentiellement nourris avec des aliments industriels contrôlés. On peut aussi concocter des rations ménagères éventuellement prescrites par un vétérinaire ou un nutritioniste[36].
- basse-cour d'élevage
- élevage extensif et élevage pastoral des animaux domestiques, il fait essentiellement appel au pâturage ou au parcours
- élevage conventionnel, système dominant utilisant les techniques les plus efficaces dans une optique raisonnée à plus ou moins long terme
- élevage bio : il doit respecter un cahier des charges privilégiant une alimentation approchant dans une certaine mesure les conditions naturelles

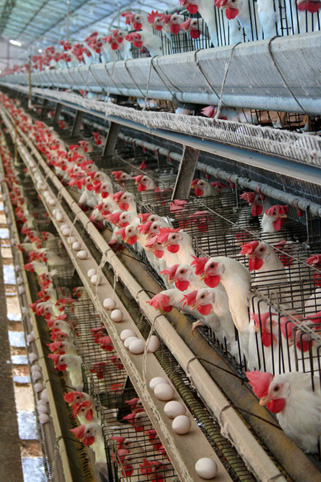
Élevage de poules pondeuses en batteries au Brésil avec goulottes d'alimentation. Mode d'élevage aujourd'hui interdit en Europe.

- Élevage de poules pondeuses en batteries au Brésil avec goulottes d'alimentation. Mode d'élevage aujourd'hui interdit en Europe.élevage intensif, hors-sol ou industriel : système privilégiant la rentabilité immédiate, l'alimentation est en grande partie ou en totalité d'origine industrielle ; les performances techniques et la qualité hygiénique y sont élevées. Par exemple l'élevage industriel (en « cages améliorées ») des poules pondeuses en France représentait 69% de la production d'œufs en 2015[31].
- élevage en batteries, ou « cages conventionnelles » pour les professionnels, système ultra-intensif (ou concentrationnaire selon les sensibilités)
- les systèmes de polyculture-élevage permettent d'abaisser le coût de l'alimentation et offrent des solutions abordables, principalement dans les élevages de ruminants, au problème des déchets (en intensif, conventionnel, bio)[37]
- élevage conservatoire pour le maintien des races et espèces.

Le mode d'élevage est en partie déterminé par la physiologie animale et dépend des espèces concernées. Pour les espèces principales une première distinction est faite entre herbivores (ruminants et chevaux) et monogastriques mais les physiologies digestives sont très variées (oiseaux, poissons, reptiles…) et nécessitent des aliments et des équipements adaptés.

### Mesure de l'efficacité alimentaire d'une ration
La réussite d'un élevage, surtout s'il est intensif, s'apprécie notamment à travers le taux de conversion « kg  de matières sèches d'aliments/ kg de produit obtenus (viande, lait (matière grasse + protéines), œufs, laine) » ou indice de consommation. Celui-ci dépend du mode d'élevage, du logement des animaux, du système d'alimentation (en continu ou non, à volonté, en mélange ou séparé…), de la nature des aliments et de leur présentation. Le calcul de cet indice nécessite des pesées (distribué et refus d'aliments, produits), la connaissance des taux de matières sèches et des valeurs alimentaires.

#### Indices de consommation de quelques productions
L'indice de consommation journalier augmente avec l'âge, ce qui explique par exemple pourquoi la viande de vrai bœuf (3,5 ans) est un aliment de luxe. L'indice de consommation des poissons herbivores est particulièrement bas car ils n'ont pas de dépenses énergétiques pour ajuster leur température corporelle (Poïkilothermie) et peu pour se déplacer.
- Viande bovine :  6 et plus (mais 10 si l'on tient compte d'un rendement carcasse moyen de 62,2 %)
- porcs charcutiers : 3,5
- volailles et œufs : 2
- saumon[39] et silure (poisson d'eau douce omnivore) : 1[40]
- Crevettes d'élevage : 1,2 à 2[41]

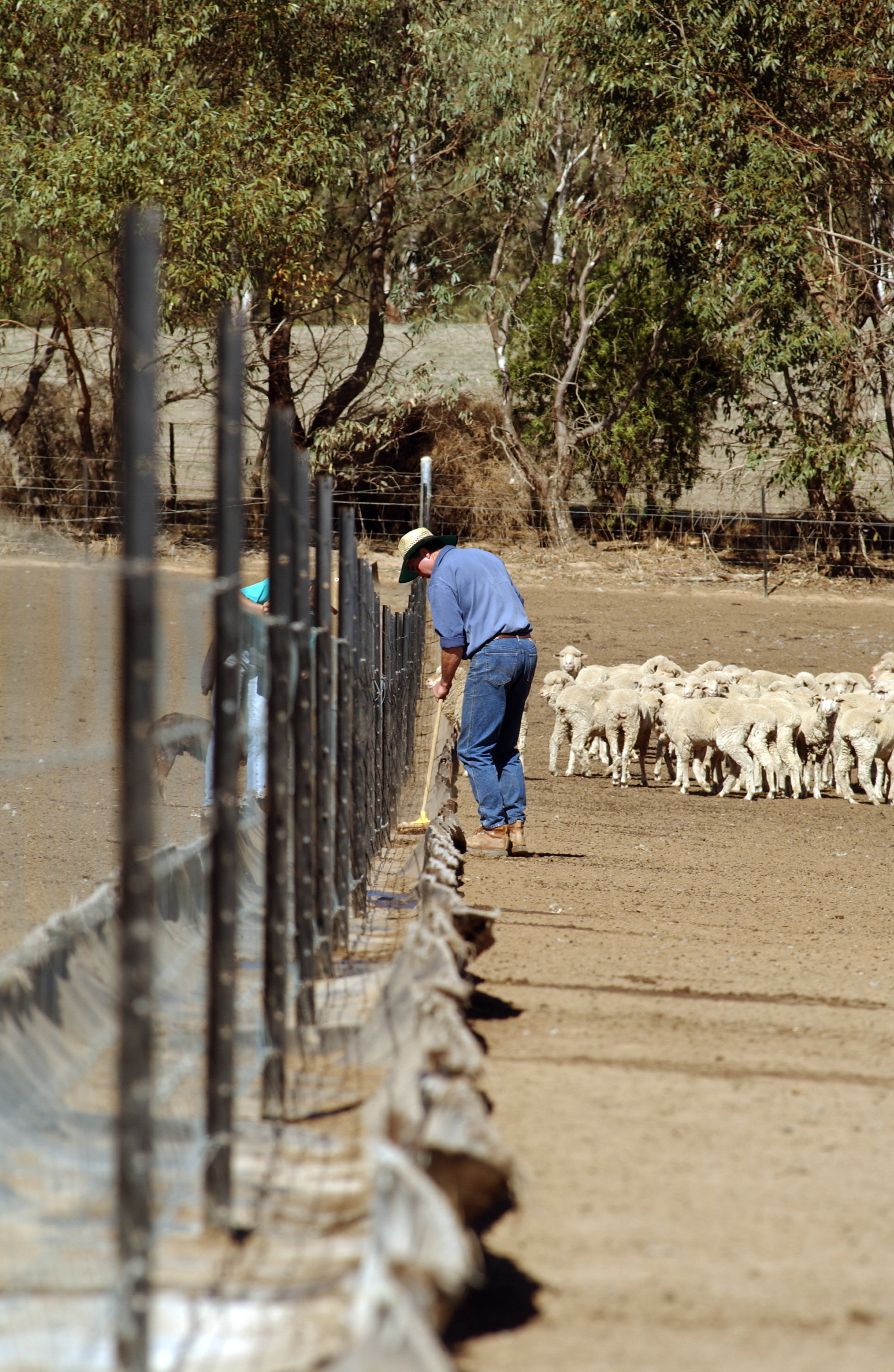
Alimentation de moutons dans un centre de recherches, Australie, 2006.

- Alimentation de moutons dans un centre de recherches, Australie, 2006.agneaux : 4 (intensif) à 6 (extensif)
- lait : environ 10[42]
- lapins : 2,5 à 3 (intensif), 3,5 à 4 (extensif)

Toutefois si l'on applique le ratio kg de matières sèches d'aliments utilisables en alimentation humaine/kg de viande obtenue on obtient pour l'élevage bovin extensif un ratio de 2,8, c'est-à-dire moins que la moyenne des ratios obtenus avec les monogastriques. Le même calcul avec des insectes élevés sur des déchets organiques donne évidemment un ratio très bas et donne un argument de taille pour l'utilisation de certains insectes dans l'alimentation animale (insectes-aliments).

### Mode d'élevage et partage des ressources alimentaires
Voir aussi Concurrence avec l'alimentation humaine
Les élevages intensifs consomment des céréales et des oléoprotéagineux utilisables par l'homme pour produire une quantité d'aliments bien inférieure en tonnage (Voir « indice de consommation » infra) en particulier pour ce qui concerne l'aspect énergie. Cependant une partie de la nourriture des animaux et des matières premières (coproduits) utilisés pour la fabrication des aliments composés sont des éléments inutilisables par l'homme ou retirés lors des processus de transformation. Ils représentent 86 % de l'alimentation des animaux d'élevage. Cependant, sans élevage, un choix adapté des cultures permettrait peut-être une plus grande efficacité des cultures alimentaires ; la concurrence porte donc de façon partielle sur l'utilisation des terres.

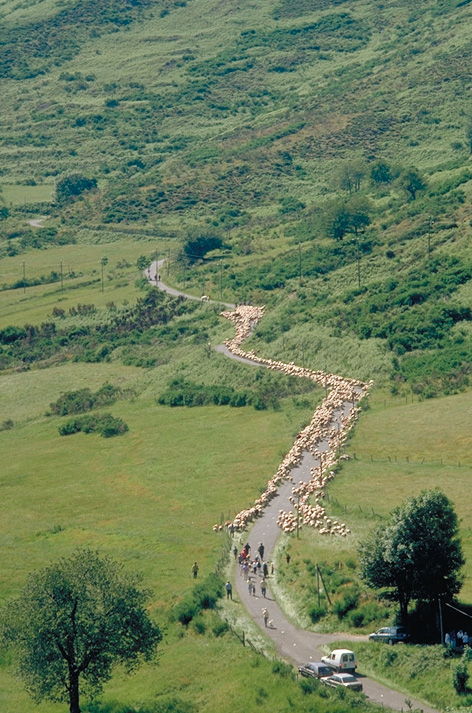
Transhumance sur le Mont Aigoual (France).

Pour ce qui concerne les protéines, les élevages de ruminants consommant beaucoup d'herbe peuvent être producteurs nets de protéines, c'est-à-dire qu'ils produisent plus de protéines qu'il n'en utilisent en provenance de cultures. Ceci est particulièrement vrai pour les pays à agriculture peu développée (élevage pastoral) ou pour les troupeaux transhumants.
Ce bilan protéique favorable des ruminants et chevaux nourris à l'herbe est dû à l'importance de leur microbiote ruminal (cæcal pour les équins). Celui-ci synthétise en permanence des protéines : l'énergie et l'azote nécessaire sont fournis par la ration mais aussi en ce qui concerne l'azote par le recyclage de l'urée (par la salive) et l'utilisation éventuelle de formes azotées minérales (ammoniac, urée). Ainsi l'alimentation des ruminants en élevage intensif contient toujours une part minime d'urée de synthèse peu coûteuse. Les camélidés proches des Ruminants recyclent l'essentiel de leur urée (en conséquence leur urine est pauvre en urée). Moutons, rennes et camélidés sont capables de fournir des ressources importantes (lait, viande, laine, travail) à partir d'un biotope très pauvre. Les poissons herbivores valorisent au mieux les ressources végétales.

### Conséquences écologiques du mode d'élevage

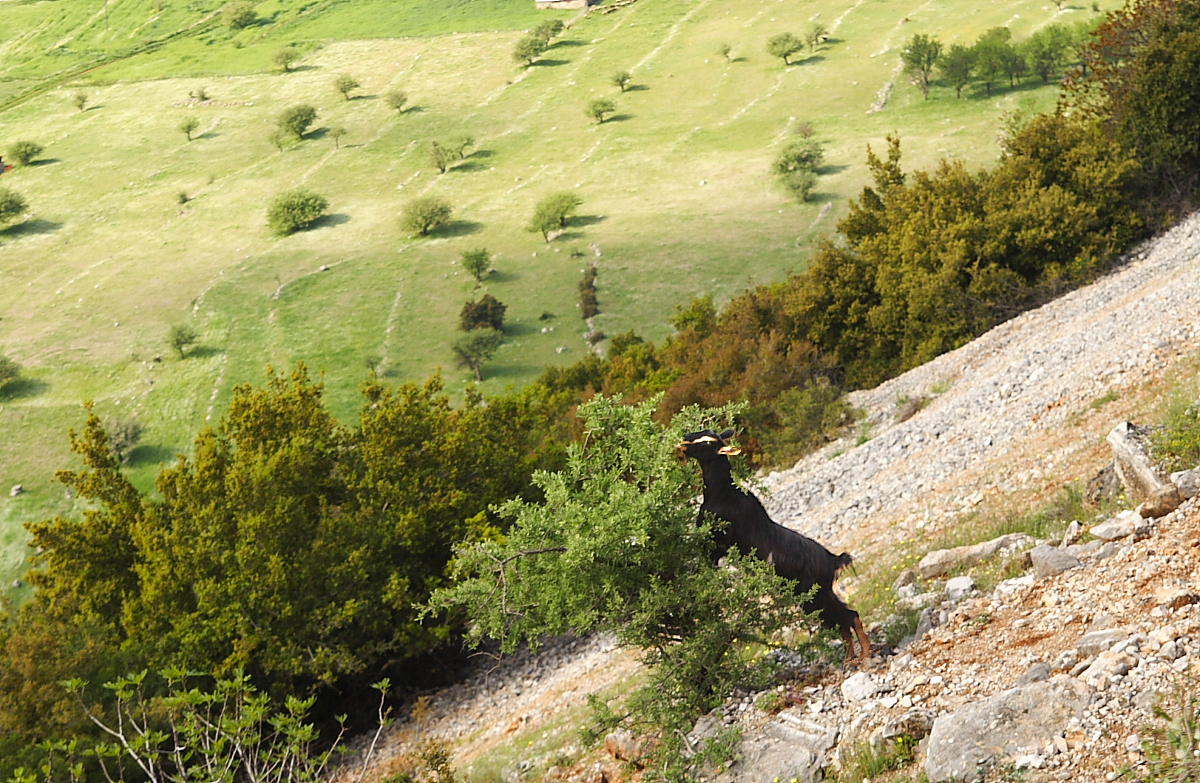
Une pression excessive de pâturage ou broutage entraîne la disparition de la végétation, Grèce, 2007.

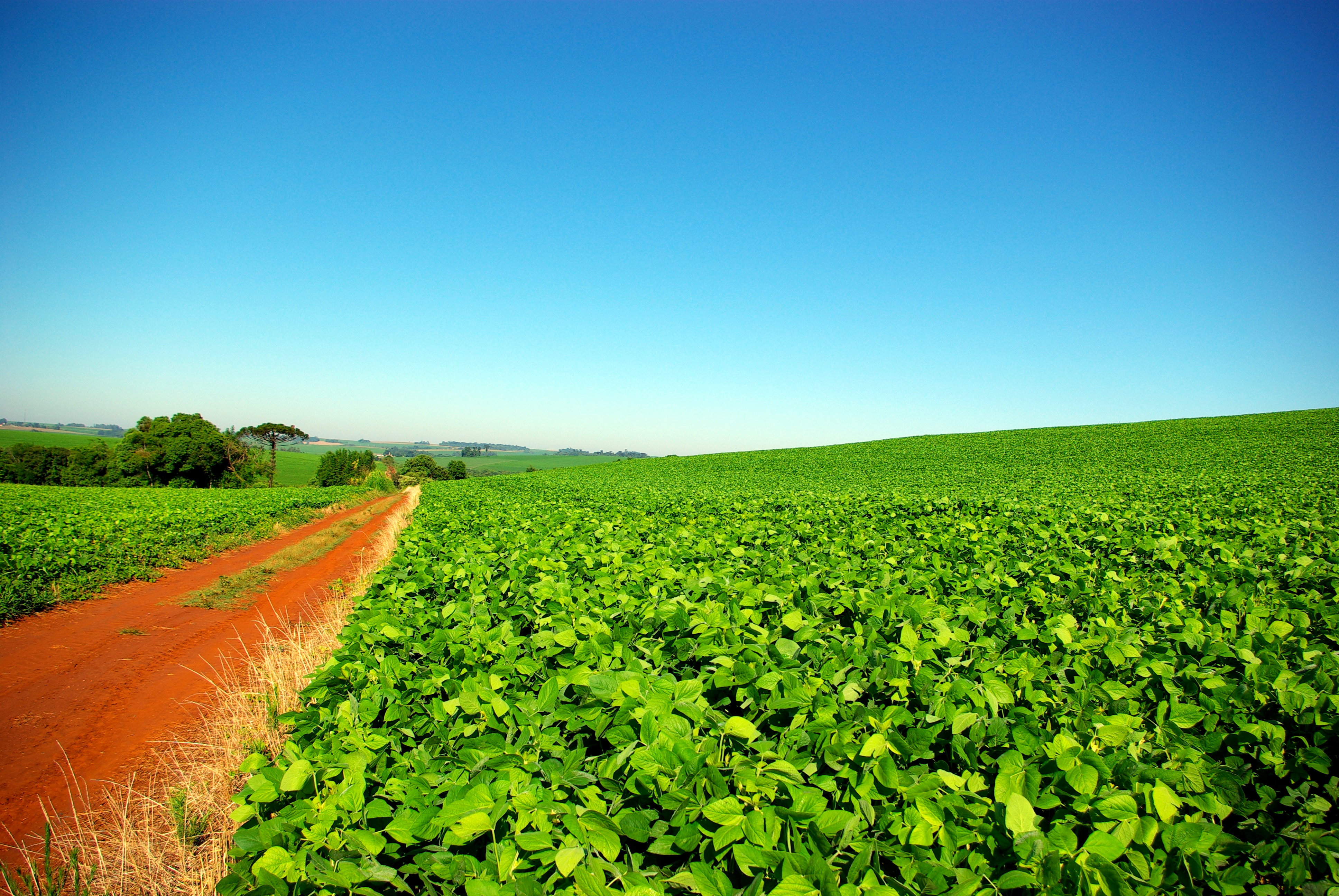
Plantation de soja dans l'état du Rio Grande do Sul, Brésil.

Le surpâturage par les troupeaux nomades a été régulièrement mis en cause dans la destruction de biotopes de savanes. Cependant, les états modernes s'efforcent de contrôler les déplacements des pasteurs nomades autant pour des raisons politiques qu'écologiques ou économiques (par exemple en Algérie depuis 1962) ; il s'agit souvent de populations très pauvres.
Aujourd'hui, c'est la mise en culture à grande échelle, au détriment des populations locales, de terres forestières ou utilisées extensivement (Gran Chaco…), notamment en Amérique du Sud, qui est mise en cause. Ces terres sont converties à la culture de soja destiné à la production d'huile, alimentaire et biodiesel, et à l'élevage intensif (surtout le tourteau). L'appauvrissement du biotope, y compris dans des régions cultivées depuis longtemps, est également mis en cause.

## Types d'aliments du bétail

### Mesure de la valeur alimentaire
(Repris de l'article Fourrage)
La valeur alimentaire des fourrages et grains est déterminée d'après un long processus d'expérimentations en fonction :

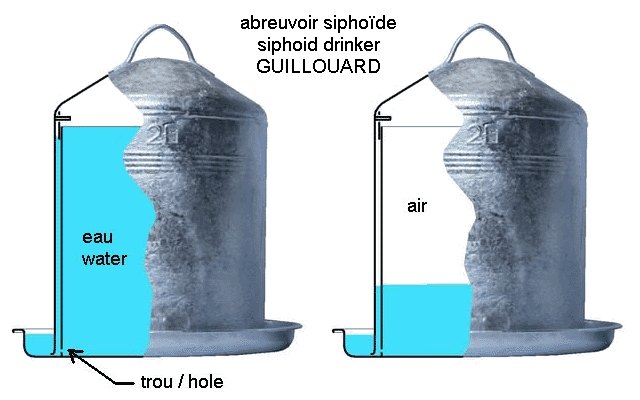
Principe de fonctionnement d'un abreuvoir siphoïde. L'étroitesse de la bande d'abreuvement circulaire empêche les oiseaux d'y grimper garantissant une certaine propreté.

- des espèces végétales ingérées selon leur stade végétatif et leur mode de conservation,
- des espèces consommatrices avec une distinction principale entre monogastriques et herbivores.

Des index de valeurs synthétiques, qui peuvent différer selon les pays, ont été mis au point. Ces valeurs sont remises à jour si besoin. Elles concernent principalement :
- le taux de matière sèche ;
- la valeur énergétique : énergie nette ou énergie métabolisable pour les monogastriques ; elle est exprimée en kcalories ou en mégajoules[48] ; pour les ruminants et le cheval la valeur énergétique est exprimée en unités fourragères (U.F.), par convention 1 UF représentait l'énergie apportée par 1 kg de grain d'orge ; la valeur de l'U.F. est aujourd'hui fixée à 1760 kcal ;
- les valeurs en protéines, avec une méthode de calcul particulière pour les ruminants : le système PDI ;
- les taux concernant les acides aminés indispensables, notamment la lysine et la méthionine[49] ;
- les apports en minéraux : phosphore, calcium, oligo-éléments (cuivre, zinc, manganèse, fer…).

Pour les monogastriques, on calcule les apports concernant certains acides aminés (lysine, méthionine, tryptophane) et en matières grasses.
En France ces tables d'index sont publiés par l'INRAE et les résultats également diffusés et commentés par l'Institut de l'élevage (IDELE). Elles servent à la composition et l'ajustement des rations aussi bien à la ferme qu'à l'usine et sont intégrées aux programmes de calcul.
La valeur alimentaire des fourrages est en relation directe avec leur digestibilité.

### Eau
La fourniture d'eau propre est une condition primordiale de la réussite de la plupart des élevages. La qualité de l'eau doit être systématiquement contrôlée. Les oiseaux boivent beaucoup moins que les mammifères.
Bien que n'apportant en elles-mêmes aucun élément nutritif les eaux de boisson peuvent contenir naturellement certains minéraux. Elles peuvent être utilisées comme vecteurs de la ration (alimentation en soupe pour les porcs, par exemple) ou vecteurs d'éléments particuliers (minéraux solubles, adjuvants). Dans ce dernier cas ces éléments sont alors injectés dans le circuit de boisson au moyen d'une pompe doseuse.

### Fourrages
D'après l'ouvrage :

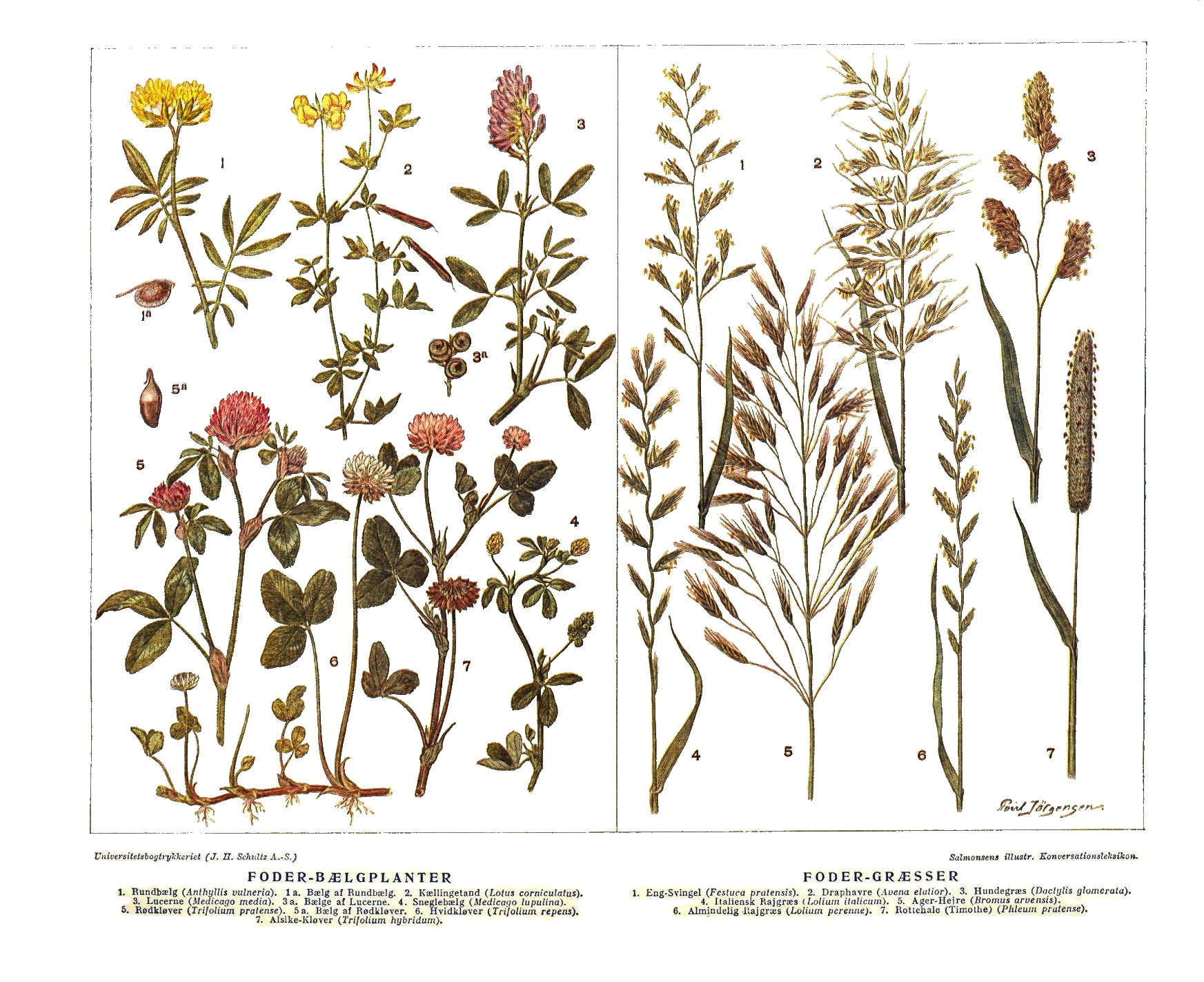
Exemples de plantes fourragères

On dit aussi aliments grossiers en opposition aux aliments concentrés comme les grains. Il s'agit donc des feuilles, tiges et racines de végétaux, cultivés ou spontanés :
- Plantes prairiales : feuilles et les tiges. Ils constituent la base de l'alimentation des herbivores. On les classe selon leur teneur en matière sèche (MS) :
  - 10 - 20 % : fourrages verts. Ils sont consommés en l'état dans la prairie, sur les parcelles cultivées ou dans l'étable.
  - 20 - 50 % : ensilages. Ce sont des fourrages conservés par fermentation lactique.
  - 50 - 60 % : enrubannage, haylage
  - 80 -85 % : foin : fourrage conservé par séchage.
- Les coproduits de récolte : fanes de pois et d'arachide, collets et feuilles de betteraves…

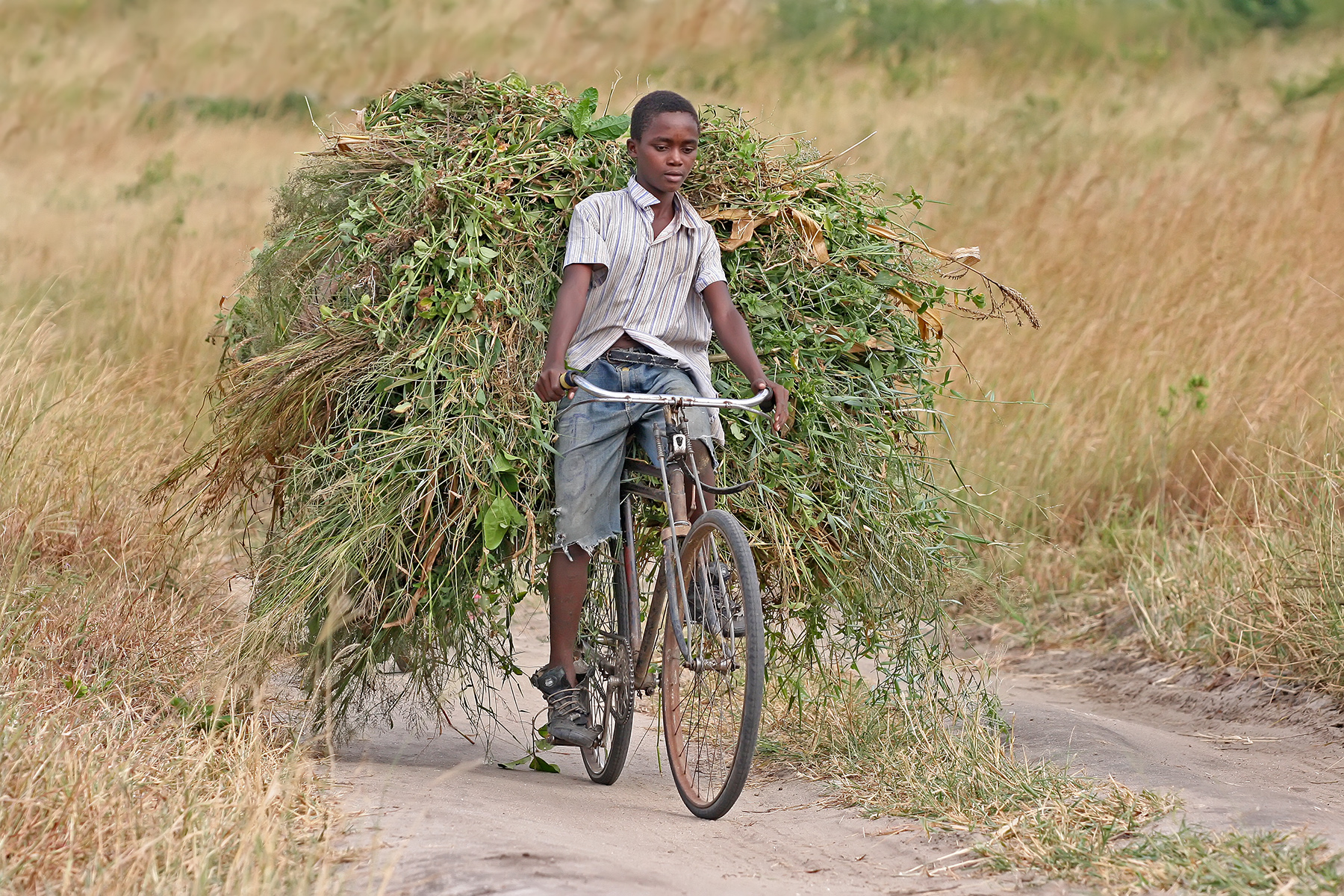
Transport de fourrage, Tanzanie.

- Transport de fourrage, Tanzanie.Les fourrages annuels : maïs, sorgho, colza fourrager, choux…
- Les fourrages-racines annuels (betteraves fourragères, pommes de terre, raves…) se consomment sur le champ (navet) ou se conservent en silo aéré et abrité du gel et de l'humidité. Autrefois, on couvrait simplement les raves déposées en silo semi-enterré de paille et d'un peu de terre[52], aujourd'hui on utilise des bâches en polyéthylène dans lesquelles on pratique des cheminées d'aération. Ces fourrages sont consommés aussi bien par les herbivores que les porcs[52].

### Grains
Les grains peuvent être moissonnés secs ou au stade « grain immature (ou humide) ».
Au lieu de récolter maïs, sorgho ou céréales plantes entières avec une récolteuse-hacheuse qui produit un broyat que l'on compacte pour faire de l'ensilage, on récolte seulement le grain à la moissonneuse avant maturité complète (30-35 % d'humidité pour le maïs) et on le broie pour le stocker à l'abri de l'air en silo hermétique (ensilage de grains). Le grain se conserve ainsi durant les mois nécessaires à sa consommation . On donne dans ce cas à l'animal un supplément de foin pour assurer la digestion.
Ce procédé, courant aujourd'hui, ne nécessite qu'une ensileuse à poste fixe, en plus du matériel de moisson (moissonneuse-batteuse). De plus, il permet de récolter le grain à un taux élevé d'humidité, ce qui est important quand la récolte se fait par temps pluvieux. Il est également très utilisé pour l'engraissement des porcs.
Une autre solution voisine est la conservation par inertage des grains. Les grains sont conservés entiers mais la récolte doit se faire à 20-25 % d'humidité pour le maïs. Cette solution ne nécessite pas de matériel particulier dans le cas d'ensilage de grains en big bags étanches.
Les grains de céréales ou de légumineuses (orge, maïs, pois…) sont broyés ou au minimum aplatis avant d'être incorporé à une ration. L'alimentation des volailles peut contenir une part de grains entiers.

### Autres aliments constitutifs de la ration: concentrés, tourteaux et autres coproduits

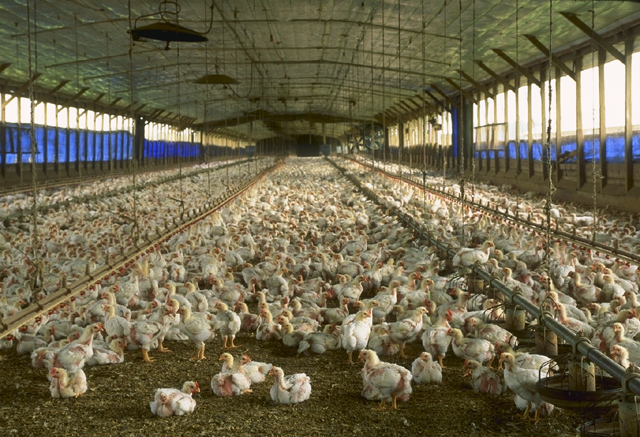
Poulailler avec 2x2 lignes d'alimentation ajustables en hauteur et relevables pour le nettoyage. Floride, États-Unis, 2008

Ils sont à la base de l'alimentation des monogastriques non herbivores et des volailles. Ils sont un aliment complémentaire pour les ruminants. Ils sont fabriqués à la ferme ou achetés à des coopératives ou à des négoces. Dans cette catégorie, on trouve des :
- graines protéo-oléagineuses : exemples soja[54], lupin, colza, tournesol ou leurs tourteaux
- produits industriels : mélasses, huiles végétales, urée pour les ruminants, acides aminés et vitamines, craie, magnésie, sel et minéraux-traces indispensables (Fe, Mn, I, Mo, Cu, Zn, Se) qui sont souvent fournis sous forme de chélates. L'utilisation de farines animales dans l'alimentation des bovins, aujourd'hui interdite, avait conduit à la crise de la vache folle en 1996
- granulés de végétaux comme la luzerne déshydratée
- coproduits industriels comme les brisures (grains cassés) et le son, pulpes de fruits (agrumes, pommes, raisins, tomates) et de betteraves sucrières, drêches de brasserie, pelures et écarts de triage de l'industrie alimentaire, lactosérum, farine de gluten (issue de l'industrie de l'amidonnerie) et tourteaux d'huilerie. Depuis 2000, les farines animales ne peuvent plus être incorporées à des aliments pour bétail en France. Cependant, l'Union européenne a annoncé depuis qu'elle rouvre la voie à la réintroduction des farines de poissons dans l'alimentation de certains animaux. L'ingestibilité des concentrés est très élevée, mais pour les herbivores, l'éleveur est obligé de rationner. Un apport trop important d'aliment concentré, soit en énergie, soit en protéines, peut conduire à des maladies métaboliques (acidose dans le cas de l'énergie, alcalose dans le cas de l'azote).

De nos jours, les tourteaux sont très utilisés en alimentation animale, notamment les tourteaux de soja importés en Europe depuis l'Amérique latine (surtout le Brésil) et des États-Unis. Face à ce phénomène et pour augmenter l' autonomie protéique, des filières locales s'organisent, notamment dans le sud de la France.
En 2014, les variétés de soja cultivées au Brésil étaient à 89 % génétiquement modifiées. Le 26 juin 2018, reconnaissant que les importations de soja génétiquement modifié sont autorisées en France, le Sénat propose un amendement visant à permettre le développement d'une véritable filière de production d'alimentation animale française capable de se substituer aux importations de soja génétiquement modifié. Il existe depuis longtemps une controverse sur les risques sanitaires et environnementaux des organismes génétiquement modifiés. Notamment, les études de toxicité à long terme des OGM sont quasi inexistantes.

#### Insectes et vers de terre
Les larves vivantes d'Hermetia illucens (mouche soldat noire) sont utilisées comme nourriture pour animaux de compagnie, principalement les reptiles. Récemment, divers projets d'élevage industriels d'insectes divers ont été lancés à destination de l'alimentation animale, visant à remplacer, en partie au moins, la consommation de poisson fourrage (la pêche en destination de l'alimentation animale, y compris de l'aquaculture et de la pisciculture, est un facteur important de la surpêche mondiale) ainsi que de soja.
La larve séchée est ainsi source de protéines et d'omega-3 pouvant être incorporé dans les rations alimentaires,. Des farines d'insectes et de vers de terre peuvent être ainsi utilisées par exemple en pisciculture pour la barbue de rivière (Ictalurus punctatus), le tilapia (Oreochromis nilotichus), le panga (Pangasianodon hypophthalmus), et la truite arc-en-ciel (Oncorhynchus mykiss), mais aussi pour l'alimentation des volailles, des porcs, ou d'autres mammifères si les législations locales l'autorisent.
Au Cap, en Afrique du Sud, AgriProtein Technologies a construit une énorme usine de production de larves de «mouches soldat-noir» destinées à l'alimentation animale. D'autres firmes sont sur le créneau, comme EnviroFlight, basée à Yellow Springs, Ohio, qui vend ces larves aux zoos et aux propriétaires d'animaux de compagnie. L'UE finance un projet de recherche sur le sujet, appelé PROteINSECT (en). En France, l'entreprise Ÿnsect s'est lancée sur la production de ténébrion meunier, un scarabée.

#### Levures comme aliments pour animaux
Les levures mortes (protéines de levure de bière ou levure de bière inactivée) sont également utilisées comme source de protéines. Les levures vivantes sont occasionnellement utilisées comme aliments pour animaux, notamment pour les vaches laitières. On espère que cela se traduira par une valeur de pH plus stable dans le rumen (autrement dit par une régulation de la  fermentation). Les effets importants sur la performance et la santé des animaux sont dus aux propriétés du milieu, à la stimulation des levures encore vivantes et au fait que diverses bactéries dégradant les fibres réagissent en augmentant leur métabolisme et leurs activités de reproduction. À l’avenir, l’impact de la production d’aliments pour animaux sur l’environnement pourrait être réduit en privilégiant les micro-organismes (meilleure efficacité alimentaire, réduction de la production de méthane pour les ruminants).

## Rations

### Herbivores ruminants
Les herbivores ruminants comprennent les Ruminantia qui possêdent un estomac à quatre poches et les tylopodes qui possêdent un estomac à trois poches, ils sont capables de digérer la cellulose. Après l'ingestion la nourriture fermente dans une énorme poche stomacale (la panse) avant d'être renvoyée vers la bouche et remastiquée ; elle passe ensuite dans une poche stomachale similaire à celle des monogastriques. À la naissance, les petits nourris uniquement au lait fonctionnent comme des monogastriques.
[Extrait de l'article Ruminantia  qui repose sur les travaux de l'INRAE,] :
Les méthodes d'élaboration des rations des ruminants diffèrent considérablement de celles des animaux monogastriques (y compris l'homme) et même de celles des autres herbivores comme le cheval.
La digestion chez les ruminants a été modélisée d'abord en France selon le système des unités fourragères (U.F.) et celui des protéines digestibles dans l'intestin grêle (système PDI). Des systèmes analogues ont été adaptés à d'autres pays.
Le microbiote de la panse digère et réorganise une partie des aliments. Le besoin alimentaire se calcule en fonction des interactions du système digestif de l'animal avec son microbiote.
Les besoins en énergie sont satisfaits par l'ensemble des aliments mais chez les ruminants essentiellement par ceux contenant des glucides y compris des glucides complexes comme l'amidon et la cellulose. Le microbiote très important utilise une partie de cette énergie, ce qui a pour conséquence des valeurs d'énergie (énergie nette, UF) différentes de celles calculées pour les monogastriques. La valeur de l'UF, au départ l'énergie fournie par 1 kg d'orge, est fixée à 1760 kcal.
Le calcul de la fourniture de protéines par une ration (PDI) est complexe. Il tient aujourd'hui compte de données relatives à l'ensemble de la ration : ingestibilité, dégradabilité (fermentation) de la matière organique et efficacité de la synthèse microbienne ; le microbiote est aussi capable de métaboliser des formes simples d'azote peu coûteuses comme l'urée en petite quantité.
Les PDIA (ou protéines by-pass) sont la fraction de protéines arrivant dans l’intestin sans avoir été dégradées dans le rumen. Les PDIM sont les protéines d'origine microbienne. Elles proviennent également de l'alimentation mais ont d'abord été métabolisées par le microbiote du rumen. Les PDIM sont également divisées en 2 catégories : celles provenant de la digestion du microbiote par le ruminant (PDIMN) et celles provenant de la synthèse de protéines par les bactéries dans le rumen (PDIM) et qui est dépendante de l'énergie disponible dans le rumen (en gros de la masse de fourrages ingérés et de sa qualité). Il s'ensuit que les valeurs alimentaires calculées des aliments sont modifiées dans le calcul des rations en fonction des caractéristiques de l'ensemble de la ration. Ces calculs sont informatisés.
Grâce à son microbiote, le ruminant peut ainsi digérer une grande partie de la cellulose. Lorsque la panse est pleine, l'animal rumine pour mâcher la nourriture et la fait ensuite passer dans les autres poches de son système digestif. Chaque fourrage est caractérisé par une valeur d'encombrement (inverse de sa concentration en énergie) dont il faut tenir compte pour assurer un transit digestif optimal, lequel s'étale généralement sur plusieurs jours chez les ruminants.
Le calcul de l'apport alimentaire doit donc tenir compte de la nourriture disponible, des besoins en énergie et en protéines de l'animal variables suivant son état physiologigue et le niveau de ses productions (lait, croissance, gestation, engraissement). L'utilisation de protéines alimentaires by-pass ou tannées (associées à des tannins) permet d'agir sur la qualité des acides aminés absorbés in fine,. Les taux de méthionine et lysine des aliments doivent être particulièrement surveillés.
Voir aussi par type de production (troupeau laitier, troupeau allaitant, viande, laine) et par espèces (vache, buffle domestique, mouton, chèvre, renne, chameau de Bactriane, dromadaire, lama, alpaga).

### Herbivores caecotrophes

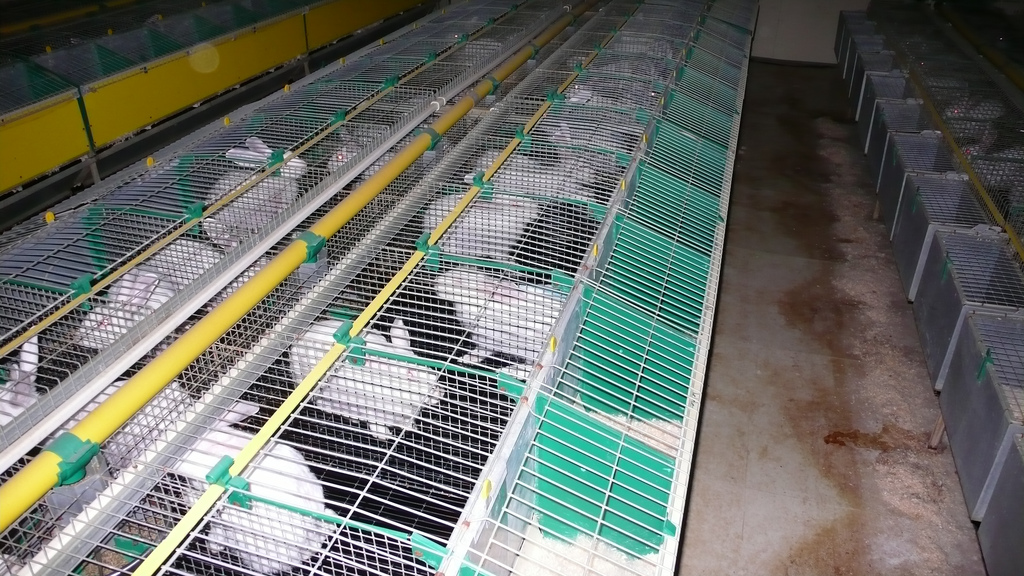
Élevage intensif de lapins, France, 2009. L'alimentation consiste en aliments composés fournis par l'industrie.

Ce groupe comprend principalement les lagomorphes et les rongeurs hystrocomorphes. Comme animaux d'élevage, le lapin, le chinchilla et le cobaye sont concernés. Le rat brun et la souris commune (animaux de compagnie mais aussi principaux animaux de laboratoire) ont une forte tendance omnivore.
Ces animaux monogastriques possèdent un intestin très long et fermentent leur nourriture dans leur caecum. Les aliments sont triés grâce à des mouvements péristaltiques d'une partie du côlon, le fusus coli et à l'action de la valvule iléo-cæcale. Cela aboutit à des crottes dures expulsées normalement et crottes molles (également appelées cæcotrophes) qui sont plus riches en nutriments. Ces dernières sont regoupées en grappes entourées de mucus bactérien et réingérées, directement à leur expulsion par l'anus, sans être de nouveau mâchées en ce qui concerne le lapin. Ceci est permis par ailleurs par le pH très bas (1-2) de l'estomac. Elles fermentent ensuite dans la partie supérieure de l'estomac pendant 4 à 6 heures ; la suite de la digestion est similaire à celle des monogastriques ordinaires (comme l'homme), en tout elle dure 17 heures chez le lapin. Ce processus complexe rend nécessaire l'utilisation d'aliments composés en élevage intensif.
La cæcotrophie permet en outre de récupérer des acides aminés et les vitamines B, notamment B12.
Voir Lapin domestique#Comportement alimentaire, Chinchilla domestique#Alimentation, Rat domestique#Alimentation et Cavia porcellus#Alimentation

### Âne et cheval

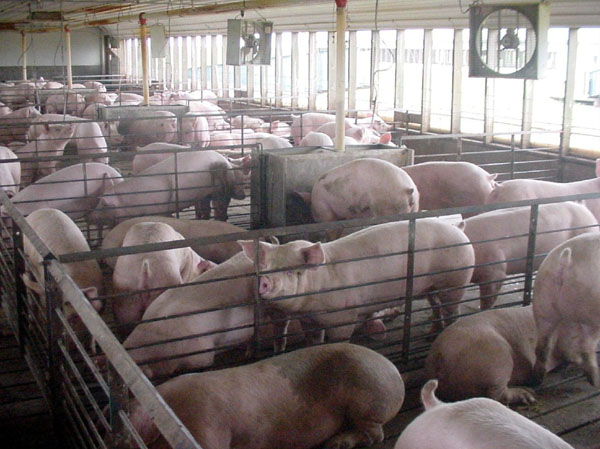
Engraissement de porcs en bâtiment confiné et ventilé. Les mangeoires au centre sont fournies en aliment composé par les tubes de descente blancs raccordés à la chaîne d'alimentation au-dessus des collerettes rouges. États-Unis, 2005.

Comme les ruminants et les cæcotrophes, les équidés (ainsi que les rhinocéros) ont développé une aptitude originale à fermenter les fibres et notamment la cellulose à un niveau important. Contrairement aux ruminants ces animaux n'ont qu'un estomac et la fermentation est réalisée dans le cæcum.

### Monogastriques d'élevage  (porc et volailles)

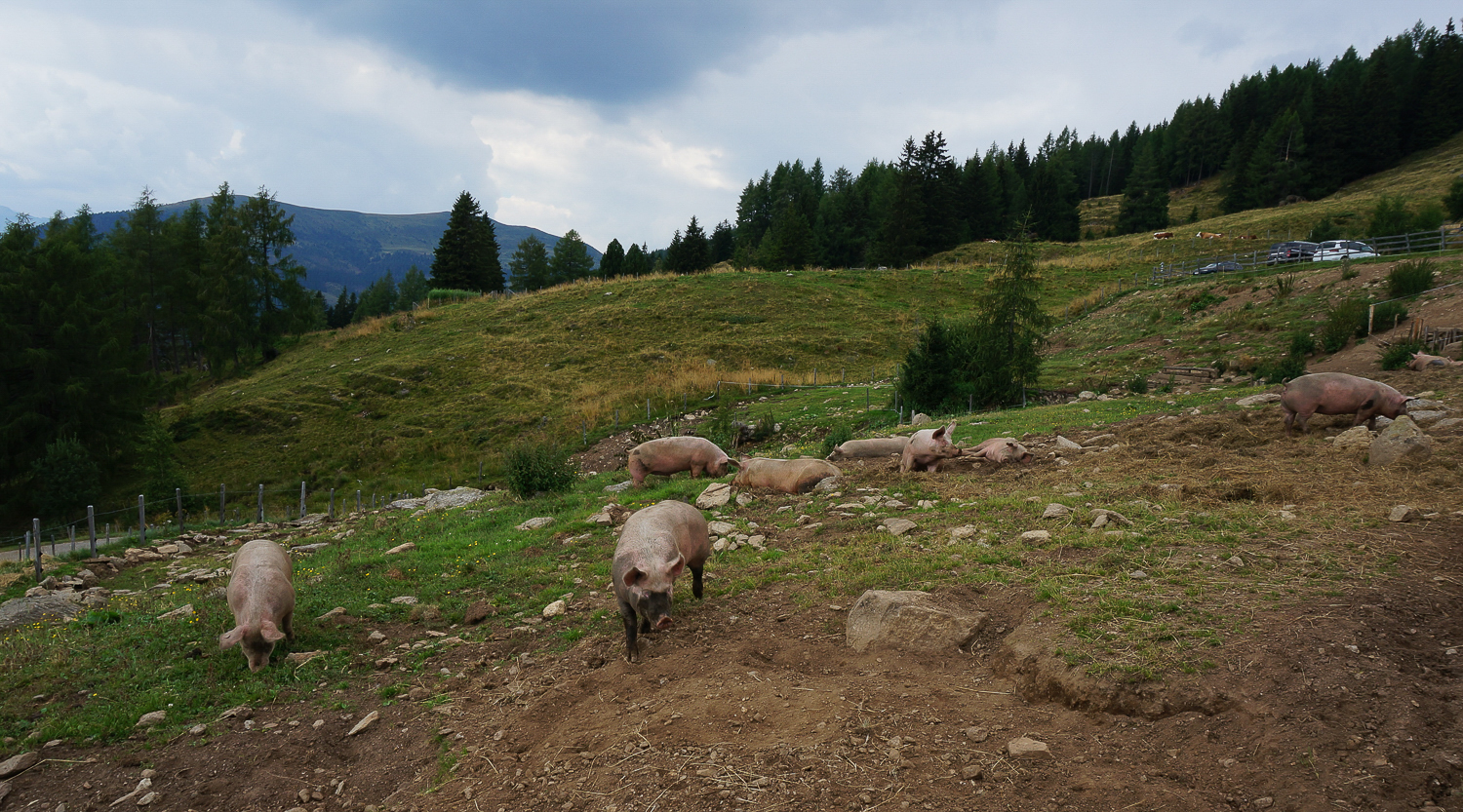
Le cochon domestique peut aussi chercher sa nourriture dans la nature.

Ces animaux sont des omnivores. Le calcul des rations repose principalement sur :
- calcul de l'énergie nette (énergie métabolisable pour les volailles) de la ration, poste le plus coûteux ;
- ajustement de la fourniture d'acide aminés aux besoins ; le taux de lysine de la ration est primordial, le niveau des apports des autres acides aminés essentiels (méthionine, thréonine…) est réglé en proportion du taux de lysine pour le porc ; ces principaux acides aminés sont fournis par les industries chimiques sauf en élevage bio ;
- ajustement des apports minéraux : le principal est le phosphore[79].

L'ajustement des besoins en azote et phosphore est primordial pour éviter leur gaspillage et limiter la pollution des eaux par les élevages.
Tous ces animaux doivent recevoir une proportion de fibres dans leur ration. Ils peuvent faire l'objet d'un élevage en plein air sur parcours herbeux. Bien que ces parcours soient souvent restreints, cette particularité est notamment mise à profit dans des productions de renom et en élevage bio ; l'élevage « en plein air » n'exclut pas la présence de bâtiments ni l'apport d'aliments. Cependant l'élevage en bâtiments confinés reste la règle sauf pour l'oie. Les fibres sont partiellement digérées dans le côlon par le microbiote interne, cependant la digestion de la cellulose reste très faible. Les anatidés (oie, cygne, canard) ont développé un caecum volumineux, un peu à la manière du cheval, toutes proportions gardées. Ainsi, chez l'oie, la digestibilité des fibres peut atteindre 30% malgré un transit digestif rapide (particularité commune aux oiseaux). Dans les élevages plus intensifs ces fibres sont fournies par exemple par du son et des granulés de luzerne.
De nombreuses particularités digestives et métaboliques des oiseaux sont interprétées comme une adaptation au vol, parce qu'elles entraînent souvent une réduction du poids de l'animal : absence de dents, catabolisme des acides aminés en partie sous forme de guanine, intestin grêle court, gros intestin très court, transit digestif rapide, absorption rapide des glucides , transport rapide des lipoprotéines issues de la digestion sans phase de stockage dans le chyle et aussi besoins importants en énergie. Globalement cela prédispose l'oiseau à consommer des aliments riches en glucides de qualité et comportant également des lipides (typiquement des  graines …). L'utilisation de la guanine à la place de l'urée, l'absence générale ou fréquente de certains organes (vessie, glandes sudoripares, vésicule biliaire) limite fortement les besoins de stockage et de transfert d'eau intracorporel et participe à l'allégement de l'animal.
Voir aussi par grand type de production (chair, œufs, plumes, élevage pour la chasse concernant faisans, perdrix et cailles avec des programmes d'alimentation adaptés) et par espèces :
- galliformes (poule, dinde, pintade, perdrix, caille, paon, faisan),
- ansériformes (oies, cygne, canards),
- columbiformes (pigeon),
- Struthioniformes (autruche)

### Tortues
En dehors d'être des animaux de compagnie (ou plus exactement des animaux à observer), les tortues sont élevées en Asie du Sud-Est pour leur viande et leur carapace, ce sont le plus souvent des omnivores. Voir Tortue#Alimentation.

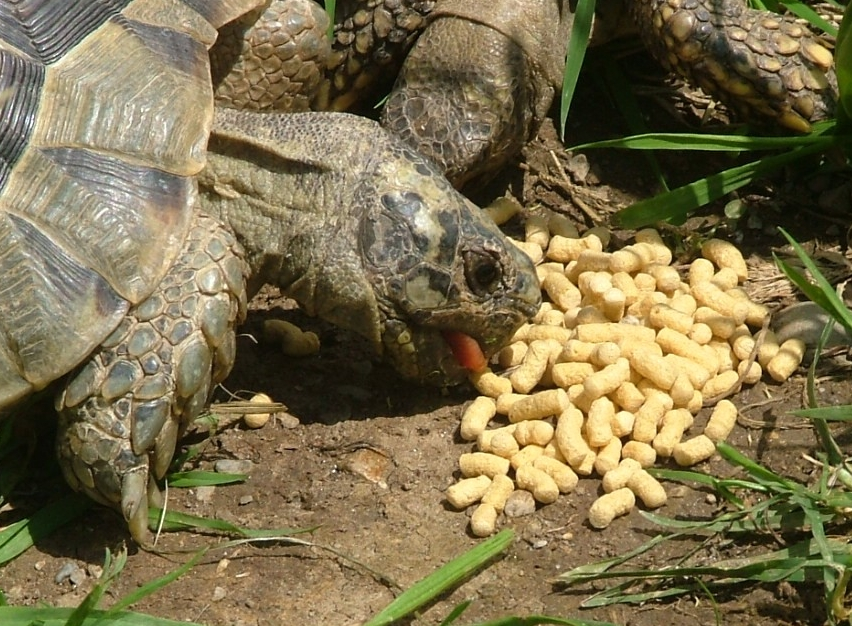
Ration en granulés pour tortue.

### Poissons d'aquaculture
Voir Pisciculture#Alimentation

### Crevettes et autres crustacés
Les crevettes (Penaeidae) sont les crustacés de loin les plus représentés en élevage pour la consommation humaine. Ce sont aussi les gambas (Aristeidae), les chevrettes (Macrobrachium rosenbergii, eau douce), des écrevisses et des crabes. Toutes ces espèces sont omnivores.
Voir Élevage de crevettes#Alimentation
Artemia salina est un petit (taille d'environ 1 cm) crustacé branchiopode algivore qui se nourrit surtout d'algues unicellulaires et de cyanophycées. On peut à défaut la nourrir de levure de bière. Elle est élevée industriellement et ses nauplies après réhydratation servent de nourriture aux crustacés et poissons d'élevage ou d'aquarium surtout aux stades juvéniles.

### Escargots
Les espèces d'escargots élevées pour la consommation sont le gros-gris, rarement le petit-gris, en Europe (France, Belgique, Espagne, Portugal, Italie, Grèce), en Tunisie et au Maroc et les achatines comme viande et animaux de terrarium en Afrique de l'Ouest. Ces espèces sont herbivores. Une attention particulière doit être portée sur la disponibilité du calcium nécessaire à la formation de la coquille, il peut cependant être simplement fourni par un sol calcaire. Les granulés pour escargots contiennent les minéraux nécessaires.
Voir aussi Héliciculture#Alimentation.

### Carnivores
Les carnivores se nourrissent exclusivement ou principalement de produits carnés. Ils peuvent tolérer ou non une part d'éléments végétaux dans leur ration. Ils synthétisent les glucides nécessaires à leurs cellules par le processus appelé néoglucogenèse à partir des protéines ingérées (ce processus qui a lieu principalement dans le foie n'est qu'exceptionnel chez l'homme, par exemple en cas de jeûne ou de déséquilibre alimentaire). Ils ne peuvent pas se passer d'un apport régulier en acides gras essentiels (présents dans les nourritures d'origine animale), notamment en acide arachidonique. Ils ne doivent pas non plus recevoir de sel car celui-ci est présent dans la viande ou le poisson dont ils se nourrissent, de plus ils ne produisent pas ou peu de sueur, généralement riche en sodium.
- Chien

- renard roux
- chien viverrin
- raton laveur, ce procyonidé a un régime omnivore à tendance insectivore[88]

Le renard roux, le chien viverrin et le raton laveur sont élevés pour leur fourrure ; ils se nourrissent volontiers de fruits et de poissons en dehors de la viande proprement dite.
Ces canidés ainsi que le raton laveur admettent une part significative d'éléments végétaux dans leur ration, les fibres végétales contribuant à la régulation de leur transit digestif ; les rations peuvent être très différentes selon la race et, pour les chiens, l'occupation (le métier) de l'animal.
- chat

Le chat tolère une petite proportion de végétaux dans sa nourriture mais il n'en a pas besoin, les croquettes sèches en contiennent généralement pour des raisons de facilité d'élaboration et de coût ; les félins sont en effet parfaitement équipés pour synthétiser du glucose à partir des protéines.
- furet, voir Furet#Régime alimentaire
- vison, voir Vison d'Amérique#Alimentation.

Le vison et le furet sont des mustélidés domestiqués au régime carnivore strict. Leurs besoins sont voisins de ceux du chat ; leur nourriture ne doit pas comporter d'éléments d'origine végétale.

### Autres
Pour les animaux de compagnie, les NAC (nouveaux animaux de compagnie) et les animaux de zoo on trouve : pâtées, croquettes, paillettes, proies déshydratées, congelées, fraîches ou vivantes (insectes, poussins d'un jour, souris blanches, BARF (aliment cru non transformé), etc.

## Présentation des aliments

### Prélèvement naturel
L'alimentation naturelle des porcs en sous-bois, très pratiquée au Moyen-Âge, et exceptionnellement aujourd'hui pour des productions de luxe, était appelée « panage ».
Les volailles dites « élevées en plein air » bénéficient de petits parcs où elles peuvent s'alimenter mais le prélèvement provenant du parc lui-même reste souvent symbolique. Il peut en être de même pour certains élevages de chêvres laitières en bâtiments avec parcs.

### Affouragement et distribution
Les aliments récoltés sont amenés à disposition de l'animal, par exemple distribués à l'auge. En dehors des productions extensives, les grains sont généralement aplatis ou moulus avant d'être distribués.

Voir Fourrage#Utilisation des fourrages. Pour le conditionnement du foin, des fanes et de la paille voir Foin#Diversité des conditionnements et stockage.

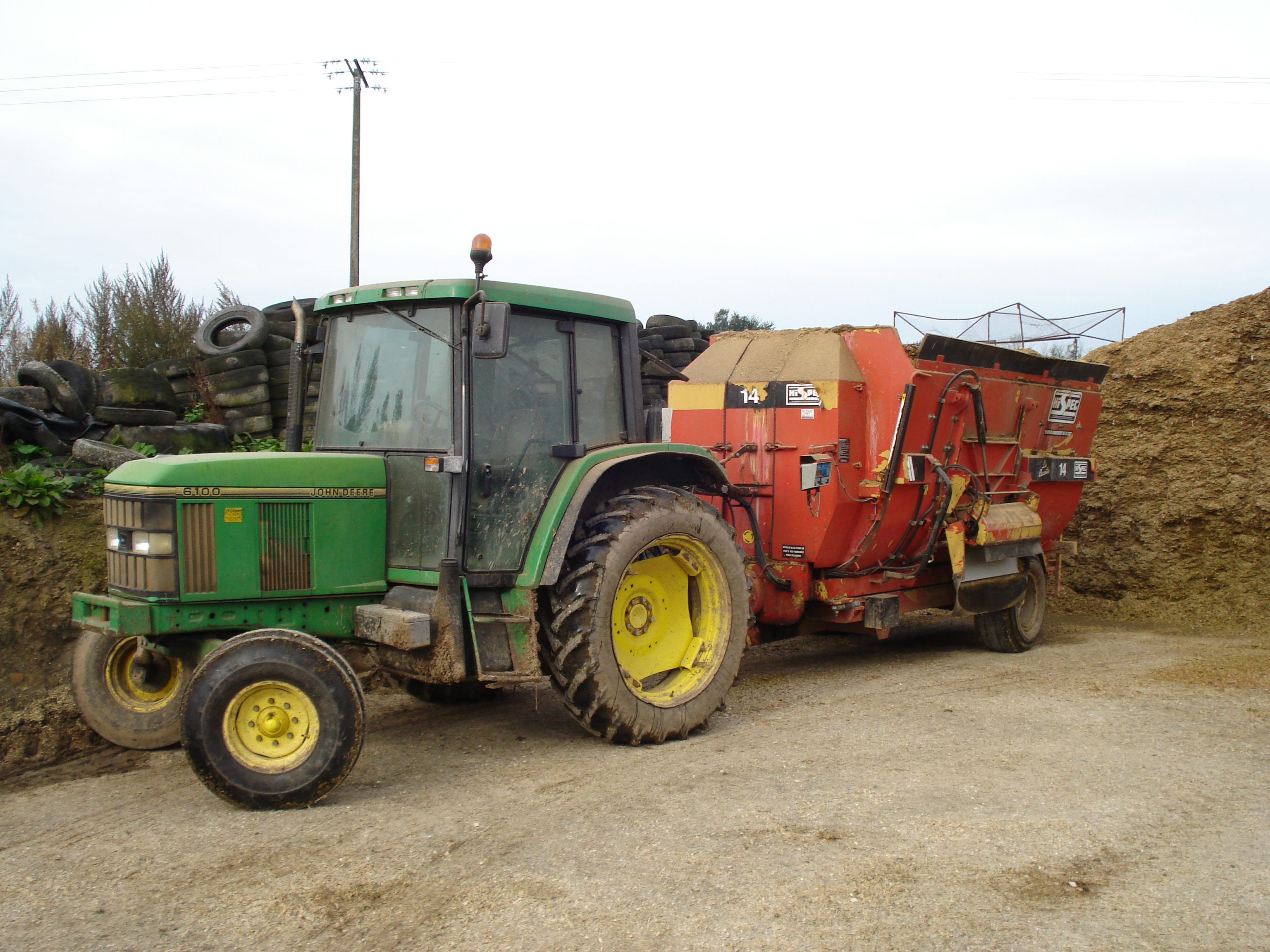
Mélangeuse-distributrice d'aliments pour ruminants prête à être chargée. Elle peut préparer et distribuer des rations complètes ou semi-complètes.

Il existe des machines mélangeuses, à poste fixe ou mobiles permettant la confection de rations complètes, incorporant fourrages, concentrés et minéraux, ou semi complètes. Pour les ruminants, il s'agit généralement de machines mobiles mélangeuses-distributrices ou chargeuses-mélangeuses-distributrices, tractées en général, amenant l'aliment à l'auge (illustrations). Pour les porcs, il s'agit de machines à poste fixe reliées à un réseau de distribution automatisé. Dans le cas d'alimentation en phase liquide, on parle de « machine à soupe ».

### Aliments concentrés
Ils peuvent être distribués soit en mélange, soit séparément, dans des mangeoires adaptées, parfois par des distributeurs automatiques programmés en fonction de chaque individu. Ce dispositif est particulièrement utilisé pour les vaches laitières et les truies et reconnait chaque individu qui doit alors être équipé d'une puce magnétique.

### Aliments composés complets ou semi-complets
L'industrie peut fournir la ration complète des animaux de compagnie et des animaux d'élevage, adaptée à chaque situation. C'est généralement le cas en élevage avicole et cunicole et c'est très fréquent en élevage porcin.
Les rations semi-complètes apportent le complément à un ou plusieurs aliments de base produits ou non sur la ferme. Elles sont de plus en plus proposées pour les ruminants : rations sèches ou rations mash complétées par du foin.
Elles se développent pour les monogastriques, exemples : rations complémentaires de céréales distribuées en nourrisseurs pour poulets label ou bio, rations complémentaires de grains humides pour porcs label.

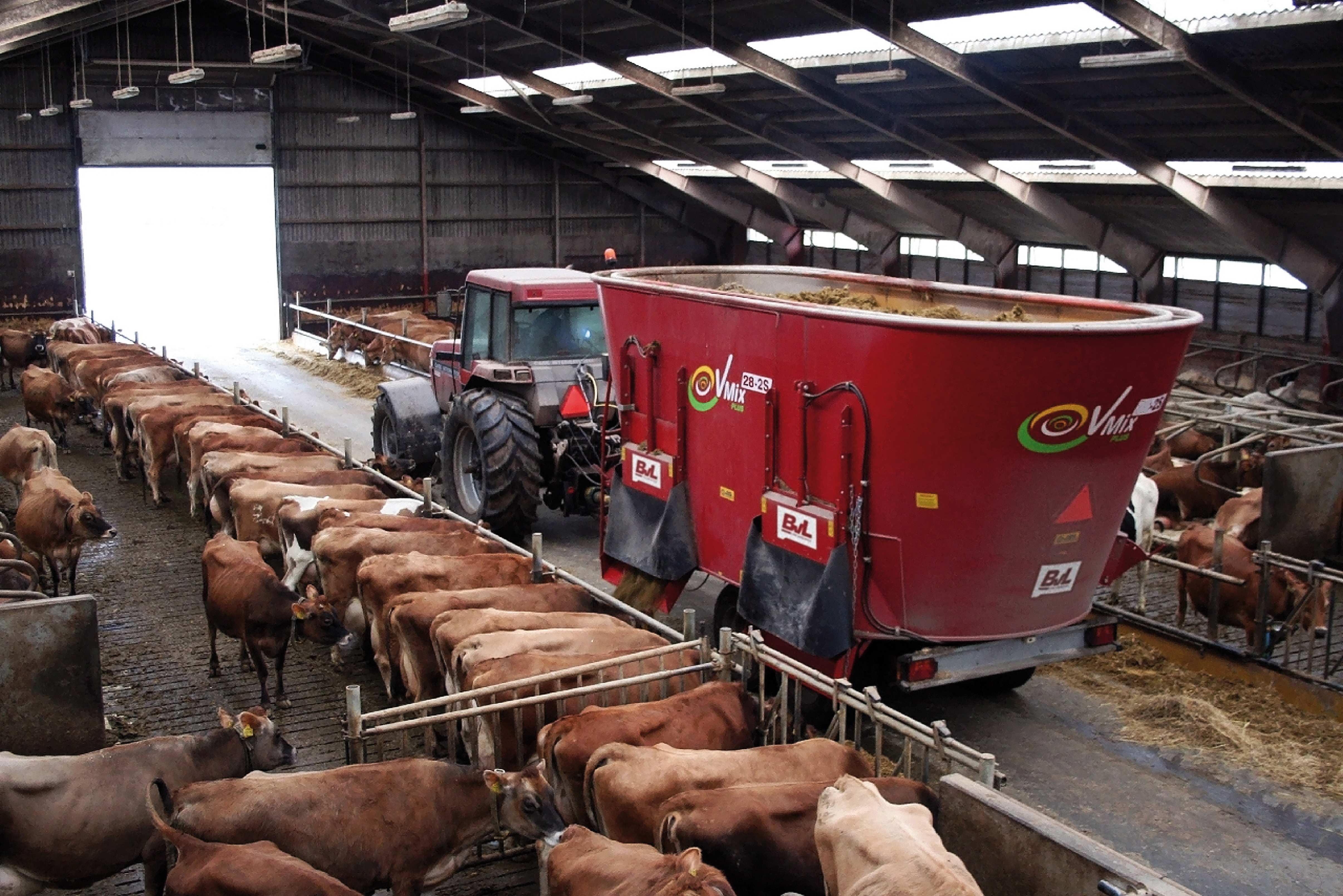
Mélangeuse-distributrice en cours de distribution.

L'intérêt de ces rations pour l'éleveur est de simplifier son travail et ses investissements ou de satisfaire facilement à un cahier des charges précis. Toutefois, certaines grandes exploitations fabriquent elles-mêmes les prémix pour en abaisser le coût. Tous les éléments constitutifs sont disponibles sur le marché.
Un reproche parfois adressé aux fabricants d'aliments est de rechercher systématiquement les composants les plus économiques et d'en changer souvent. Les éleveurs proposant des produits bio ou locaux évitent parfois ces aliments.
Le rôle de recyclage de l'alimentation animale pour les coproduits et écarts de triage de l'alimentation humaine et des autres industries agricoles (tourteaux, son, pulpes, drèches, mélasses) est très important.

#### Fabrication des aliments composés

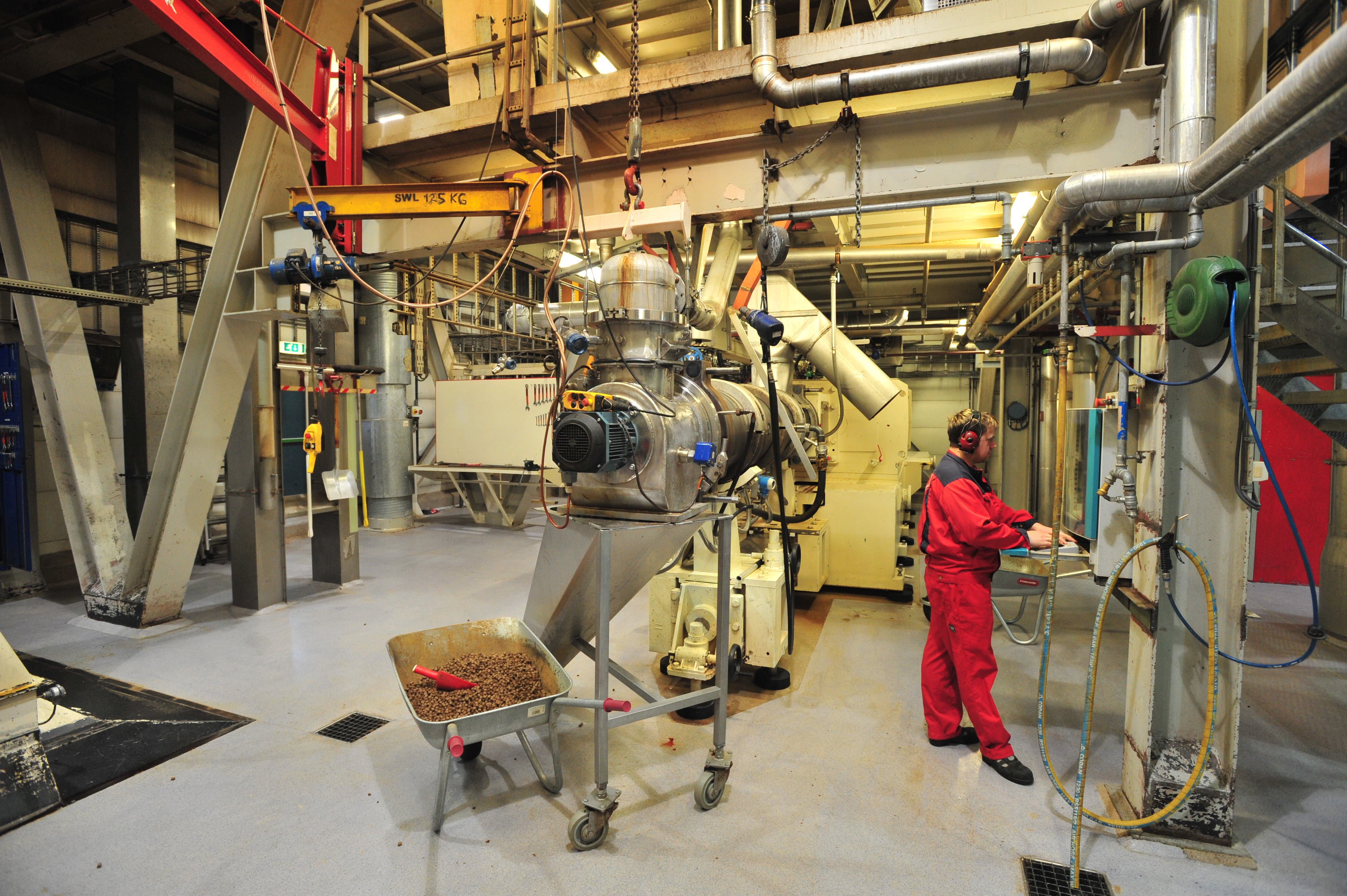
Dans une usine de fabrication d'aliments composés pour élevages de saumons, Norvège, 2009.

Daprès Association suisse des fabricants d'aliments fourragers et American Feed Industry Association (AFIA), le processus de fabrication, comporte :
1. Les nutritonnistes proposent des formules en fonction des aliments disponibles, de leur qualité et de leur prix ;
2. réception des aliments, pesage, contrôle qualité, refus éventuel de lots ;
3. triage, purification et hygiénisation (chauffage...), le tourteau de soja doit avoir été chauffé pour dénaturer les inhibiteurs de trypsine, mise à la granulométrie désirée (hâchage, broyage, concassage, stockage transitoire de chaque matière constitutive ;
4. dosage (volumétrique ou par pesée) des éléments et mélange, homogénéisation ;
5. conditionnement :

Les tests à la réception, portent sur :
- présence de moisissures,
- présence de mycotoxines,
- présence de pathogènes
- contenu en protéines,
- qualité et quantité de matières grasses,
- contenu en fibres,
- autres nutriments,
- autres indicateurs de qualité.

Les moyens industriels permettent de proposer les aliments selon des présentations à la fois commodes pour le transport et la distribution et appréciées par les animaux. Par exemple on trouve des aliments lactés solubles pour les veaux, des miettes pour les poussins, des farines à délayer en soupe pour les cochons, des flocons pour les chevaux, des granulés ou bouchons pour les bovins. La fabrication des granulés et bouchons est réalisée par des presses à filières, elle peut être facilitée par l'adjonction d'un liant ou d'un lubrifiant (mélasse, huile végétale prévues dans la formulation). Le passage dans ces presses provoque une élévation de température du produit. Les aliments peuvent être conditionnés en sacs de 25 kg, en big bags (jusqu'à 1 tonne), en boxes de carton (chevaux) ou en vrac livré par camion-benne ou camion équipé de vis ou de soufflerie de transfert.

Pour les animaux de compagnie, les NAC (nouveaux animaux de compagnie) et les animaux de zoo on trouve : pâtées, croquettes, paillettes, flocons, proies déshydratées, congelées, fraîches ou vivantes (insectes, poussins d'un jour, souris blanches, BARF (aliment cru non transformé), etc.

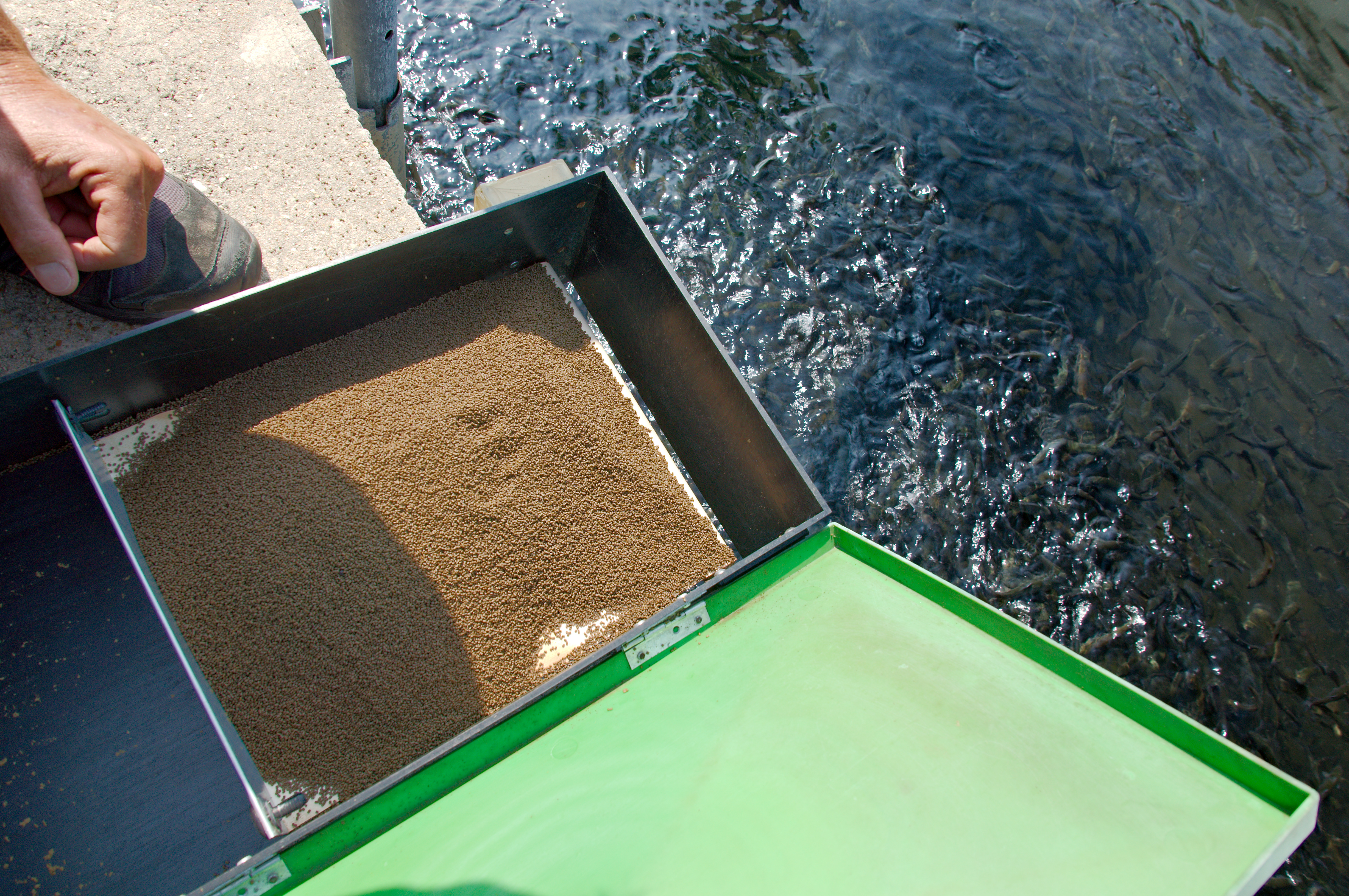
Système de distribution de granulés pour truites dans une ferme piscicole, bassins de la Calonne, 2015

#### Éléments minéraux et vitamines
Calcium et phosphore sont fondamentaux dans la plupart des productions (élaboration des os, des dents, du lait, de la coquille d'œuf). Leur dosage est crucial, avec celui du magnesium, dans l'alimentation des poules pondeuses ; une alimentation séquentielle avec des dosages adaptés serait préférable en fonction du stade productif des poulettes et des poules ainsi qu'une dissociation des types d'aliment au cours de la journée ; la présentation et la granulométrie du minéral a aussi son importance.
Potassium et sodium sont indispensables à la régulation de l'équilibre anion/cations.

Les vitamines et certains minéraux sont parfois fournis dans l'eau de boisson.

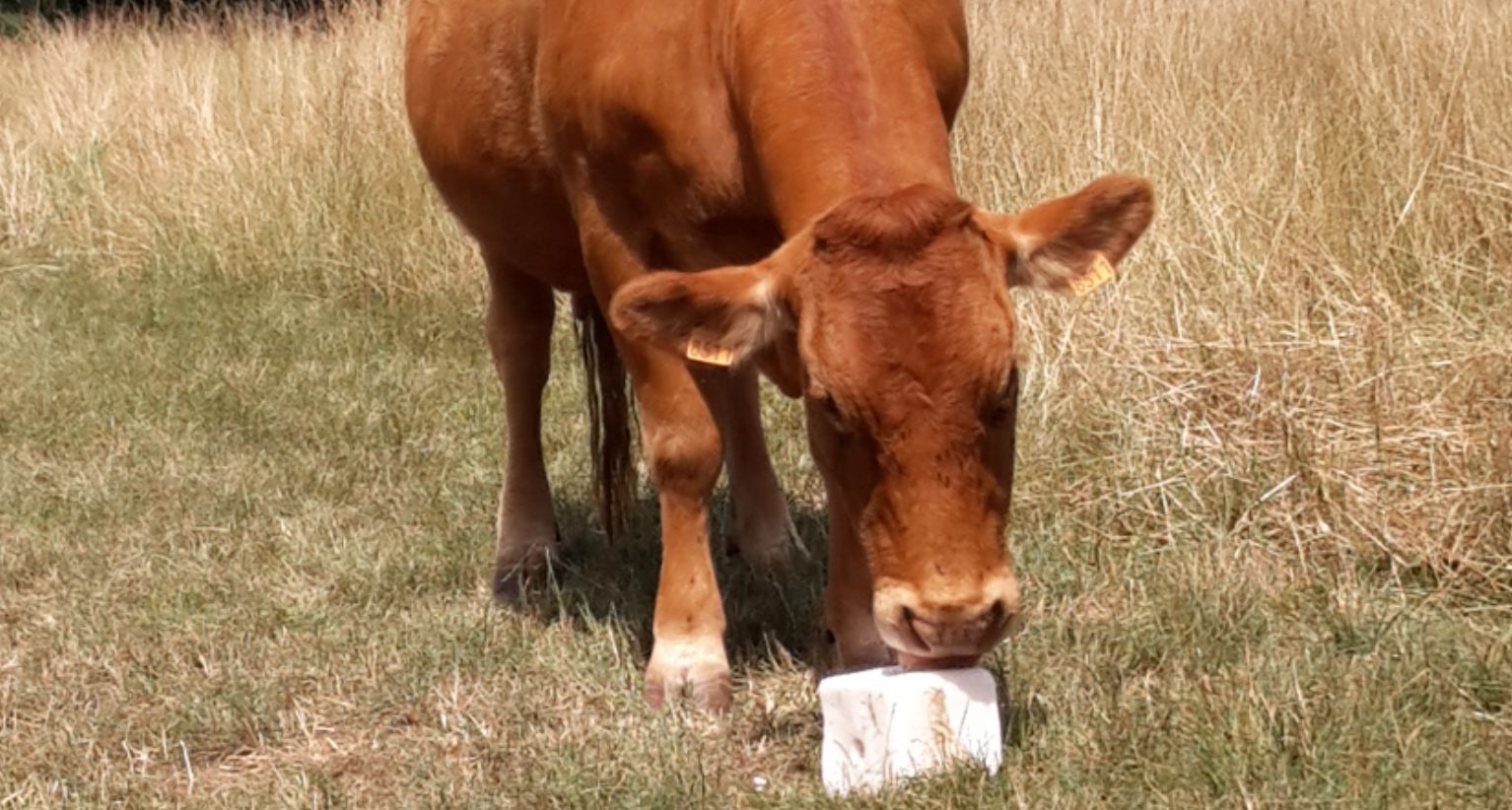
Vache léchant un bloc de sel au pâturage.

Les ruminants, surtout s'ils sont au pâturage ou en étable à stabulation libre peuvent recevoir leur alimentation minérale sous forme de blocs de sel (pierre à lécher) qui contiennent principalement du chlorure de sodium.

#### Éléments à rôle mécaniques

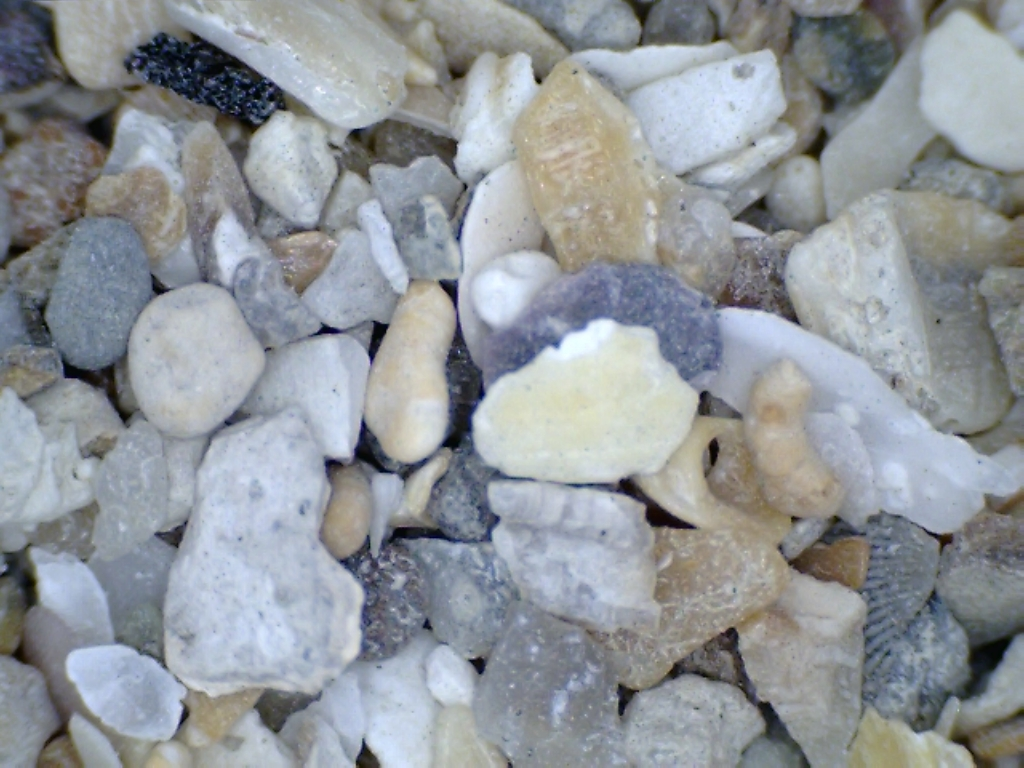
Grit pour oiseaux (mélange de graviers et coquillages concassés.

On peut citer les fibres naturelles (cellulose…) qui jouent un rôle crucial dans la régulation du transit digestif, le grit (graviers) indispensable au bon fonctionnement du gésier des oiseaux qui reçoivent du grain en condition hors-sol (il est dans ce cas fourni à part de la ration, les os à se faire les dents pour les chiens.

## Contrôle des aliments
On cherche à étudier les paramètres qui sont de bons indicateurs de l'utilisation digestive par l'animal.
Les dosages sont réalisés pour un aliment et une ou des espèces animales données :
- Teneur en matière sèche (MS). C'est la masse restante après un chauffage de l'aliment à 103 °C pendant quatre heures.
- Teneur en cendre. C'est la masse restante après incinération de l'aliment à 550 °C pendant six heures. Elle correspond aux minéraux.

- Matière organique (MO) des aliments = MS - cendres

- Dosage de la matière azotée par la méthode de Kjeldahl. On minéralise l'aliment avec de l'acide sulfurique. Les différentes formes d'azote (sauf les nitrates) se retrouvent sous la forme de sulfate d'ammonium. L'azote du sulfate d'ammonium est dosé sous forme d'ammoniac. Comme les protéines contiennent environ 16 % d'azote (N), alors on peut dire % protéines = %N * (100/16)
- Dosage des matières grasses. Elles sont solubilisées dans de l'éther de pétrole, séparées de l'éther et pesées. Cependant tous les lipides ne sont pas solubilisés et inversement on trouve dans les substances solubilisées des composés non lipidiques comme certains pigments.
- Teneur en glucides intracellulaires/extractif non azoté (ENA).
- CB (cellulose brute), obtenue après hydrolyse acide puis basique. ENA = MO - MA - CB - MG.
- Teneurs en certains toxiques (métaux lourds notamment) ou indésirables (pesticides, hormones, antibiotiques)

### Contrôles en France
Pour le ministère de l'agriculture « Le secteur de l’alimentation animale est régi par un ensemble de textes réglementaires qui couvrent, entre autres, l’hygiène des établissements, la mise sur le marché et l’étiquetage des aliments. Le respect de cette réglementation, opposable aux professionnels, fait l’objet de contrôles par les services départementaux : directions départementales de la protection des populations (DDPP) ou les directions départementales de la cohésion sociale et de la protection des populations (DDCSPP), suivant les départements. Les ministères chargés de l’Agriculture, de l’Économie et de la Santé participent aux négociations des textes européens et à l’élaboration des textes français. »
Les additifs antibiotiques à effet facteur de croissance sont interdits depuis 2006. Les établissements producteurs d'aliments du bétail doivent être agréés et sont l'objet de contrôles. La mise sur le marché des aliments est réglementée. La liste des matières premières autorisées dans leur composition dépend d'une directive européenne.

### Additifs
La liste des additifs autorisés varie suivant les pays (pour l'Europe). Parmi ceux qui font polémique en 2018, on peut citer les antibiotiques autorisés aux États-Unis, notamment. L'un des plus fréquemment utilisés, en ce qui concerne les ruminants, est la monensine commercialisée sous le nom de Rumensin (toxique pour les chevaux). Le cheptel américain consommait en 2001 70 % des antibiotiques utilisés aux États-Unis.
La ractopamine, un anabolisant, est autorisée aux USA, au Canada et à Taïwan. D'autres hormones et bêta-agonistes sont autorisés aux États-Unis, Canada, Australie et Nouvelle-Zélande ou bien, même interdits, ne sont pas recherchés.

### Substances indésirables et résidus
Des teneurs maximales sont fixées en fonction de la nature de ces substances. La production d'alimentation animale ou d'additifs pour l'alimentation des animaux est en Europe cadrée par des contrôles (règlement (CE) no 183/2005, règlement (CE) no 882/2004 et règlement (CE) no 1831/2003).

#### Le cas des organochlorés
Plusieurs crises ou « scandales alimentaires » proviennent d'organochlorés dans l'alimentation animale. Le 27 décembre 2010, le mécanisme européen RASFF a été lancé par l'Allemagne, à la suite d'analyses aléatoires d'acides gras ayant détecté des taux excessifs de dioxine dans des acides gras utilisés en alimentation animale (jusqu'à 77 fois le niveau de tolérance de l'Union européenne). Ces produits sont susceptibles d'être bioconcentrés dans la chaine alimentaire. Des tests ultérieurement ont effectivement montré des taux de dioxine dépassant le seuil de tolérance dans des œufs, des volailles et porcs provenant d'exploitations ayant utilisé ces aliments contaminés (aussi retrouvés au Danemark et en France). Dans ce cas, le producteur savait au moins depuis mars 2010 que les produits qu'il vendait étaient contaminés. Une législation fixant des concentrations maximales en dioxine a été établie (règlements de la Commission (CE) no 1881/2006 et (CE) no 1883/2006),.

## Marché des aliments du bétail

### Production mondiale d'aliments composés en 2020
Source : La Coopération agricole

#### Par zone
Asie- Pacifique : 447,7 millions de tonnes (38 %)
Europe : 238,5 mt                         20 %
USA-Canada : 237,2 mt                         20 %
Amérique lat : 176,6 mt                         15 %
Moyen-Orient :  52,4  mt                           4 %
Afrique :  36,5  mt                            3 %  
Total : 1188 mt 

#### Par type d'animal
Volailles de chair : 335,5 mt                    28 %
Porcs : 286,4  mt                   24 %
Pondeuses : 160,5  mt                   14 %
Vaches laitières : 128,8  mt                   11 % 
Bovins viande : 116,2  mt                   10 %
Poissons :  49,4  mt                     4  % 
Petfood :   9,7  mt                      1 %
Autres :  81,3 mt                      7 %

### Production et matières premières utilisées pour la France
Source : La Coopération agricole
La production totale est de 20,8 millions de tonnes dont 674 100 tonnes pour l'agriculture biologique. Bretagne et Pays de la Loire assurent ensemble 55,1 % de la production nationale. Matières premières :
Blé : 24 %  Mais : 17 %  Tourteaux de soja : 16 %  Coproduits céréaliers : 12%  Tourteaux de colza : 9 %  Orges :  8 %  Tourteaux de tournesol 7 %  Triticale 2 %  Autres céréales  1 %  Autres tourteaux :1 %  Graines oléoprotéagineuses : 1 %  Matières grasses 1 %  Prémélanges et minéraux : 3 %  Autres : 1 %.
Ces matières premières sont originaires pour 68 % de France.

### Principaux groupes industriels mondiaux
Voir aussi Aliment composé#Chefs de file du secteur
- Purina, la branche animaux d'élevage appartient à Cargill, la branche animaux de compagnie à Nestlé
- Mars
- Sanders

L'influence de ces grands groupes n'est pas différente de celle des autres groupes de l'agro-alimentaire (Industrie agroalimentaire#Lobby industriel).